# Messignadi
Messignadi è un piccolo centro abitato, frazione del comune di Oppido Mamertina, nella provincia di Reggio di Calabria.

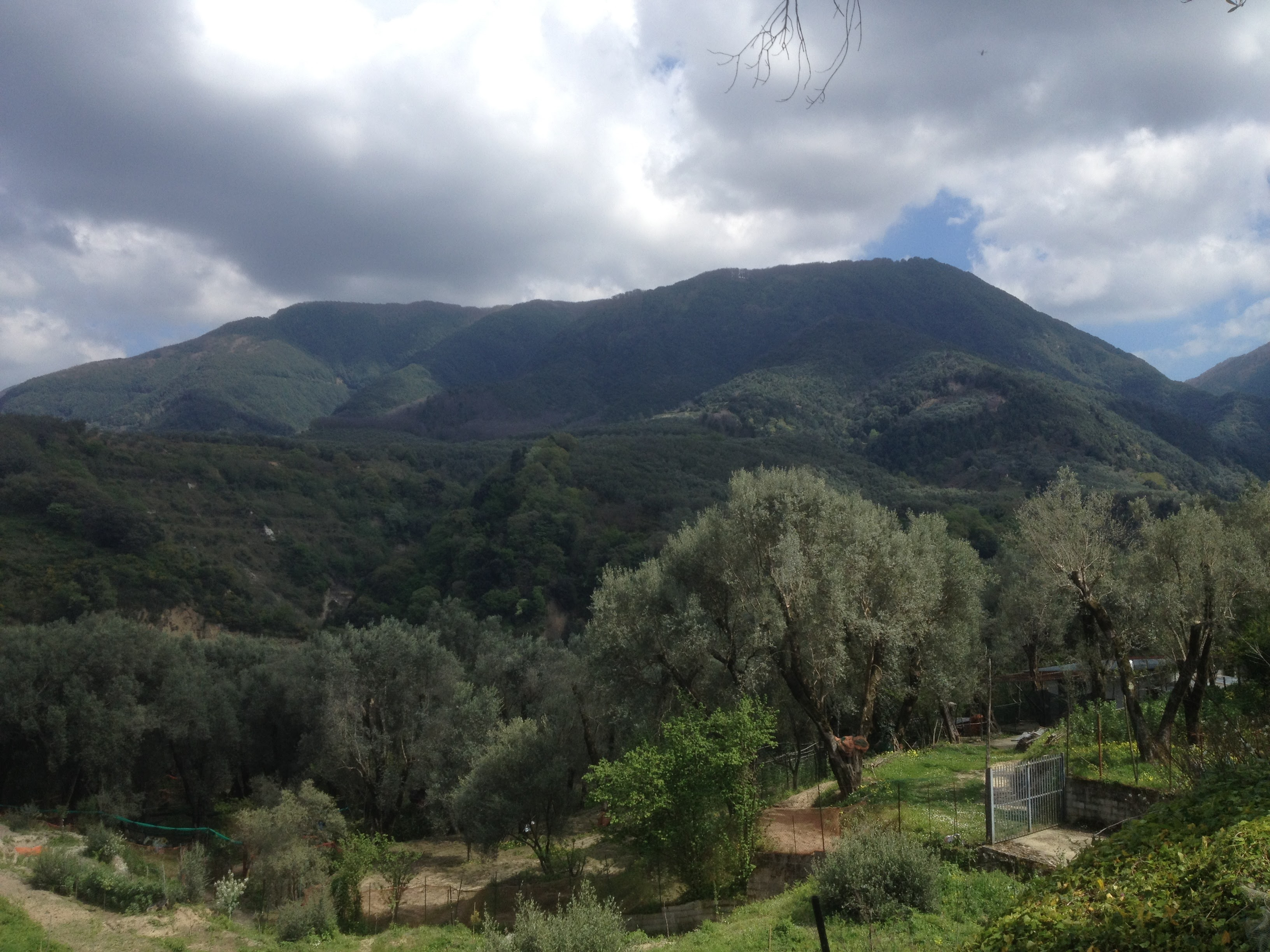
L'Aspromonte visto da Messignadi

## Geografia fisica
Situata nella distesa di ulivi secolari che circonda la piana di Gioia Tauro, ai piedi dell'Aspromonte, si erge a 284 m s.l.m. ed è posta a nord-est del capoluogo provinciale. La si può raggiungere percorrendo l'A2 da Palmi o da Gioia Tauro, seguendo le indicazioni per Oppido Mamertina e Varapodio.
Centri limitrofi: nord Varapodio, Terranova Sappo Minulio e Taurianova; est Molochio e Monte Trepitò; sud Piminoro; ovest Oppido Mamertina e Tresilico.

## Storia

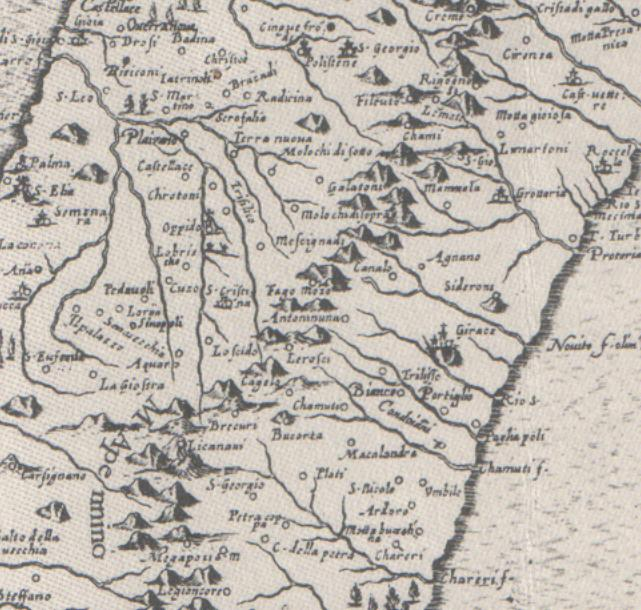
Calabria Ultra, cartografia del 1602 di Giovanni Antonio Magini, particolare.

Le origini di Messignadi risalgono, con relativa certezza, alla Magna Grecia. Nel tempo il nome ha subito alcune variazioni; tra quelle note: Massinado, Messiniade, Mesoignadi, Mesignade. L'etimologia deriva probabilmente dalla parola greca Μεσσηνίάδoς (della Messenia), per cui si potrebbe ipotizzare che il primo nucleo sia stato fondato dagli antichi messeni, provenienti dalla Messenia, regione del Peloponneso, e inizialmente insediatisi a Zancle  (antico nome di Messina) intorno al V secolo a.C. È altresì possibile che il nome Messignadi derivi dall'unione del verbo greco μεσόω con il sostantivo ναιαδi, letteralmente tradotto: che sta in mezzo alle Naiadi, divinità mitologiche, ninfe delle sorgenti. Infatti, Messignadi nell'antichità era circondata da corsi fluviali. Dei periodi greco, romano e bizantino non rimangono che fragili memorie. Tra gli anni 1050 e il 1064 Messignadi viene menzionato in alcuni contratti di compravendite e donazioni stipulati nel territorio di Oppido. Lo storico frate Giovanni Fiore da Cropani (1622-1683) nella sua "Calabria Illustrata" scrive che Mesignade ha avuto origine dalle colonie fuggitive delle città destrutte da' mori. Nel XIII secolo, sotto il regno di Carlo D'Angiò, Messignadi faceva parte del feudo di Oppido, con Boemondo barone (morto intorno al 1290, che fu cavaliere e signore di Oppido, di Barapodo, di Papanico, di Lecodrapano, di Massinado, di Verminico e di San Vito; confermato nella sua potestà dal re Carlo I d'Angiò nel 1273). Nel 1513 il cardinale Bandinello Sauli, vescovo di Oppido e Gerace dal 1509 al 1517, vi fondava il convento domenicano, i cui ruderi sono ancora oggi visibili in contrada Filesi (o Spilinga) e la cui chiesa era dedicata a santa Maria della palomba. Nelle cartografie del XVI e XVII secolo, Messignadi figura come località strategica posta al centro di importanti crocevia. Con il terremoto del 1783, conosciuto con il nome flagello, fu in gran parte distrutta, ma la sua rinascita avvenne in breve tempo. Nel 1799, quando fu istituita la Repubblica Partenopea, faceva parte del dipartimento della Sagra, con sede a Seminara. Dal 1588 Messignadi si fregiava del titolo di universitas e poi comune fino al 1854 quando, da comune del Regno di Napoli, divenne frazione di Oppido. Il 15 maggio 1890 Messignadi fu testimone di un singolare evento, così come riportato nelle "Pubblicazioni della Specola vaticana". Il paese subì gravi danni nel terremoto del 1908, a causa del quale vi furono due morti e trentaquattro feriti; i due palazzi più alti del paese, uno della famiglia Lando e l'altro dell'arciprete Schiava, crollarono rovinosamente. Nella ricostruzione successiva al terremoto le nuove case furono costruite nella regione Nucari, ad est dell'abitato, e nelle aree pianeggianti verso Varapodio; si vide, inoltre, il sorgere di nuovi edifici storici, come la chiesa parrocchiale di san Nicola di Mira e la piazza Salvatore Rosa, dove precedentemente si ergeva un piccolo tempio dedicato alla Madonna, andato distrutto.

## Monumenti

### La chiesa
Dedicata a San Nicola di Mira, fu edificata nel 1927. Costituita da un'unica navata alla quale si accede attraverso l'ampio portone in legno posto sul prospetto frontale, presenta al suo interno l'altare maggiore avente forma di ciborio, con al centro l'edicola che custodisce l'antica statua lignea di san Nicola vescovo di Myra. Ai lati dell'altare maggiore si trovano: a sinistra l'altare del Santissimo Sacramento; a destra l'immagine della "Divina Misericordia". Lungo la navata si collocano i sei altari minori, tre per lato, con le rispettive edicole: da sinistra, partendo dall'altare centrale, l'altare del Cuore di Gesù, di san Vincenzo Ferreri, della s.s.Vergine del Carmelo; da destra l'altare di sant'Antonio di Padova, dell'Immacolata, di san Paolo Apostolo. All'ingresso: a sinistra, una statua lignea del XVI secolo raffigurante l'Arcangelo Michele nell'atto di schiacciare satana; seguono le statue di san Giuseppe e di santa Teresa del Bambin Gesù; a destra la statua di santa Rita da Cascia. La chiesa è dotata di un'ampia sacrestia, annessa esternamente alla parete destra dell'edificio principale, e di un campanile a base quadrangolare addossato alla parete posteriore.

## Economia e Tradizione

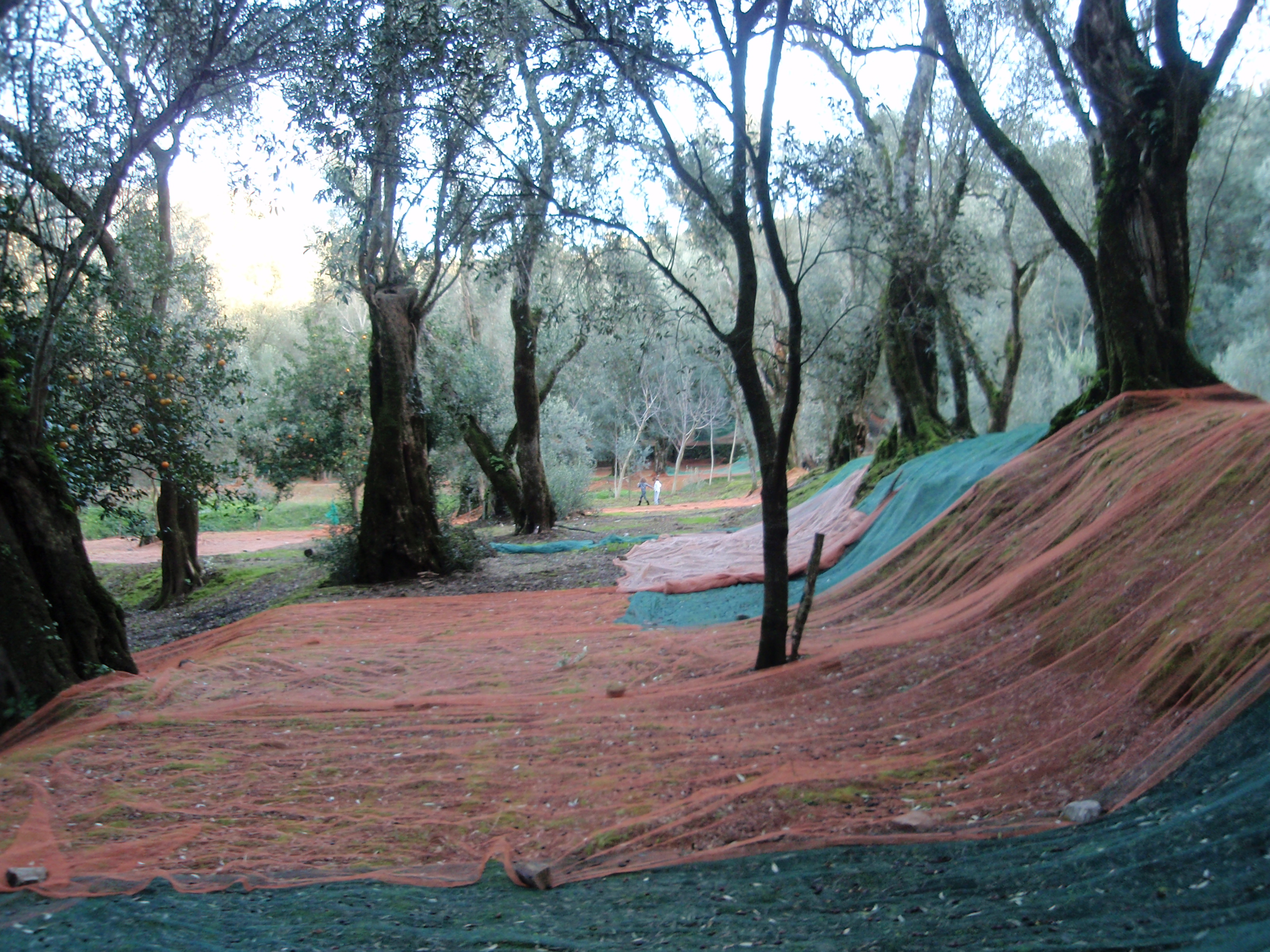
Reti per raccolta olive

L'attività principale consiste nella coltivazione dell'ulivo e la produzione dell'olio di oliva, di buona qualità; sono presenti infatti diversi frantoi. La raccolta delle olive, che ha inizio generalmente nel mese di novembre, avviene principalmente con il metodo della raccattatura manuale: si raccolgono le olive quando sono cadute in modo spontaneo e finiscono sulle reti che restano tese per tutto il periodo della raccolta.

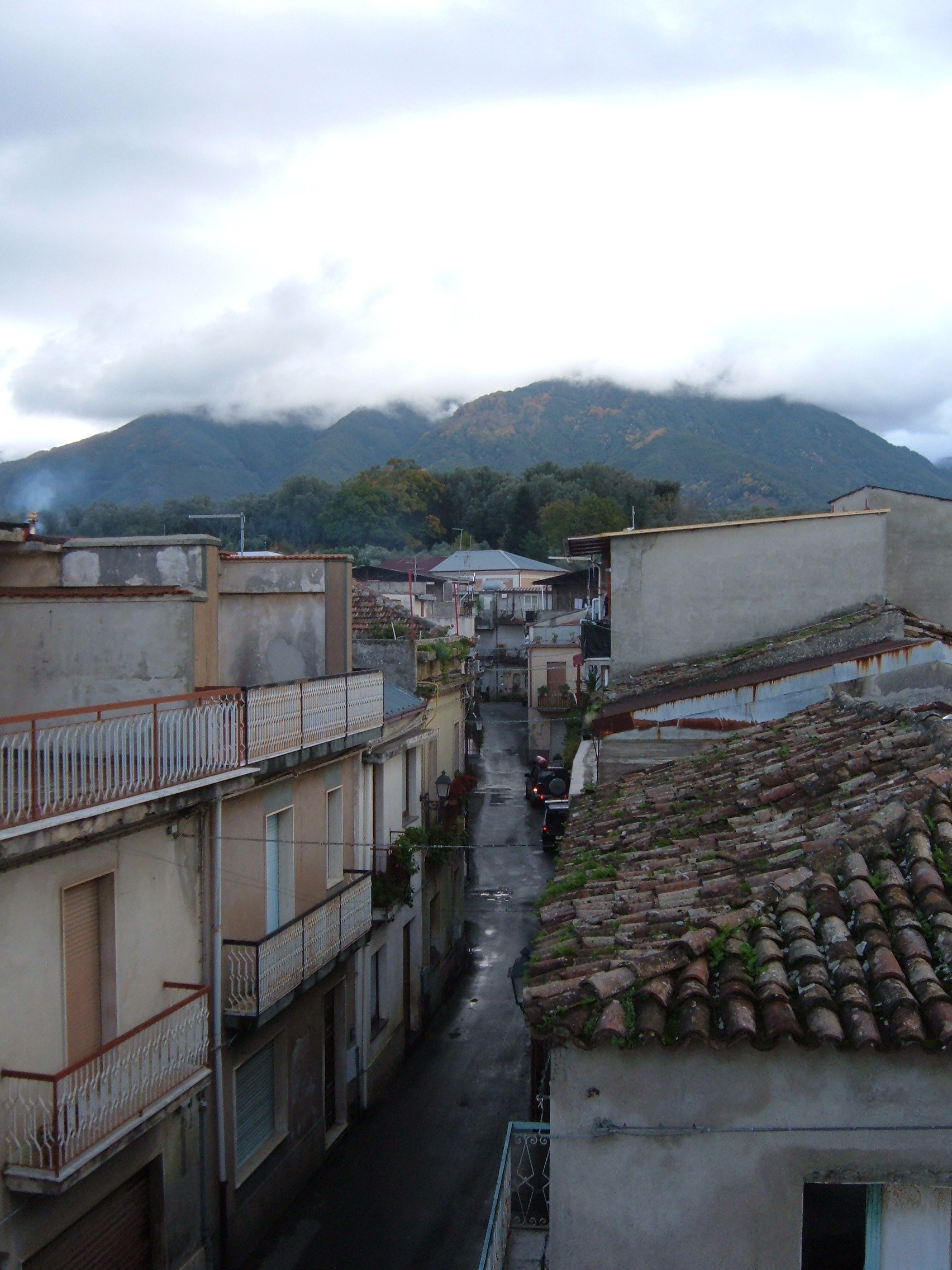
Corso Muratore con vista dell'Aspromonte

### Feste

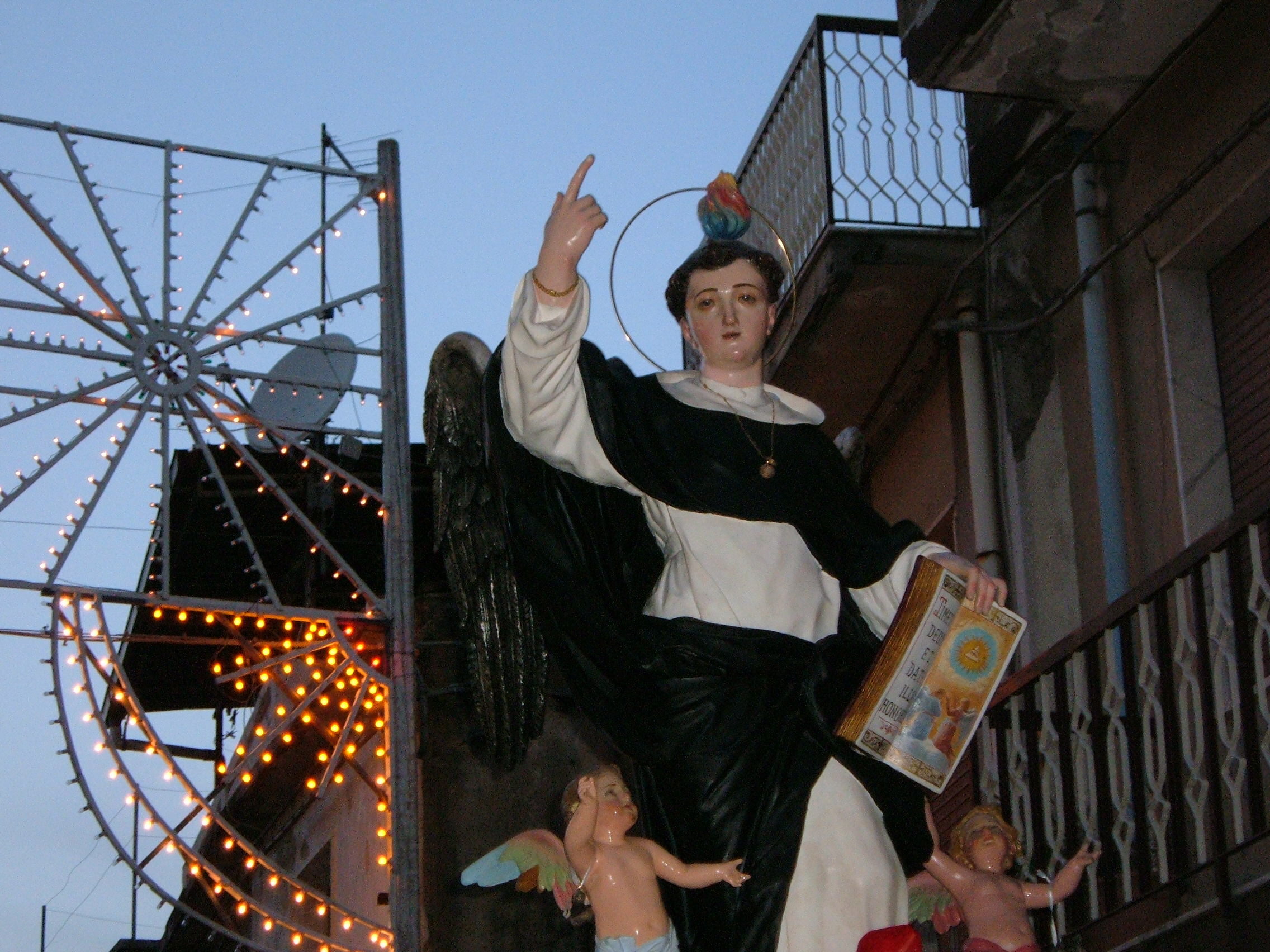
Simulacro di san Vincenzo Ferreri

Il santo patrono è san Nicola di Mira (festa 6 dicembre), alla cui devozione si è sostituita nel tempo, secondo le tradizioni popolari, quella per il compatrono, San Vincenzo Ferreri. Quest'ultimo, a differenza del primo, viene festeggiato con solenne processione e grande partecipazione dei fedeli nella seconda Domenica di Agosto. Dal 2015, secondo le nuove norme promulgate dalla Diocesi, la festa di San Vincenzo si tiene il 5 Aprile. La statua lignea di san Vincenzo fu rinvenuta intatta tra i ruderi del vecchio convento domenicano sito nelle vicinanze del paese, in contrada Filesi. A questo evento, considerato miracoloso, seguirono numerosi prodigi attribuiti all'intercessione di san Vincenzo nel corso dei secoli successivi, e ciò certamente contribuì a far passare in secondo piano l'antica devozione verso san Nicola.  La sacra effigie di san Vincenzo si venera all'interno della chiesa parrocchiale di San Nicola di Mira, collocata su un'edicola-altare nella parete sinistra, da poco tempo restaurata.

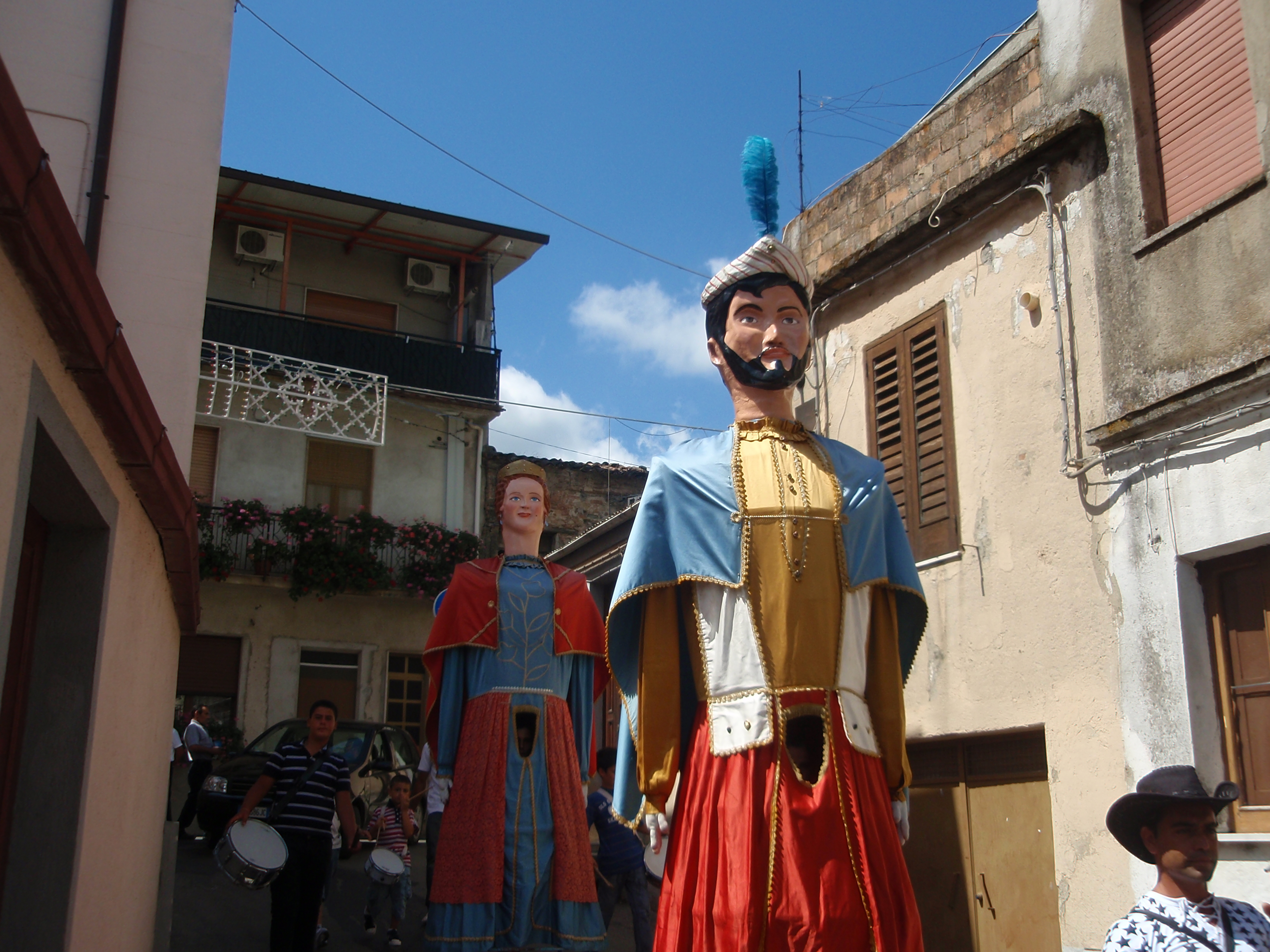
I giganti

Una nota di folclore che caratterizza i festeggiamenti in onore del santo è il girovagare per le vie del paese dei Giganti, due fantocci di cartapesta, raffiguranti un guerriero moro e una nobile fanciulla,  alti circa tre metri, preceduti dal suono di tamburi e da un piccolo asino anch'esso di cartapesta. I giganti fanno parte di una un'antica tradizione calabrese, sfilano per le strade durante le feste di paese per allietare con i loro balli e per segnare di festa il percorso del paese. La strada diviene, così, un luogo rituale ricco di simbolica magia e religiosità.

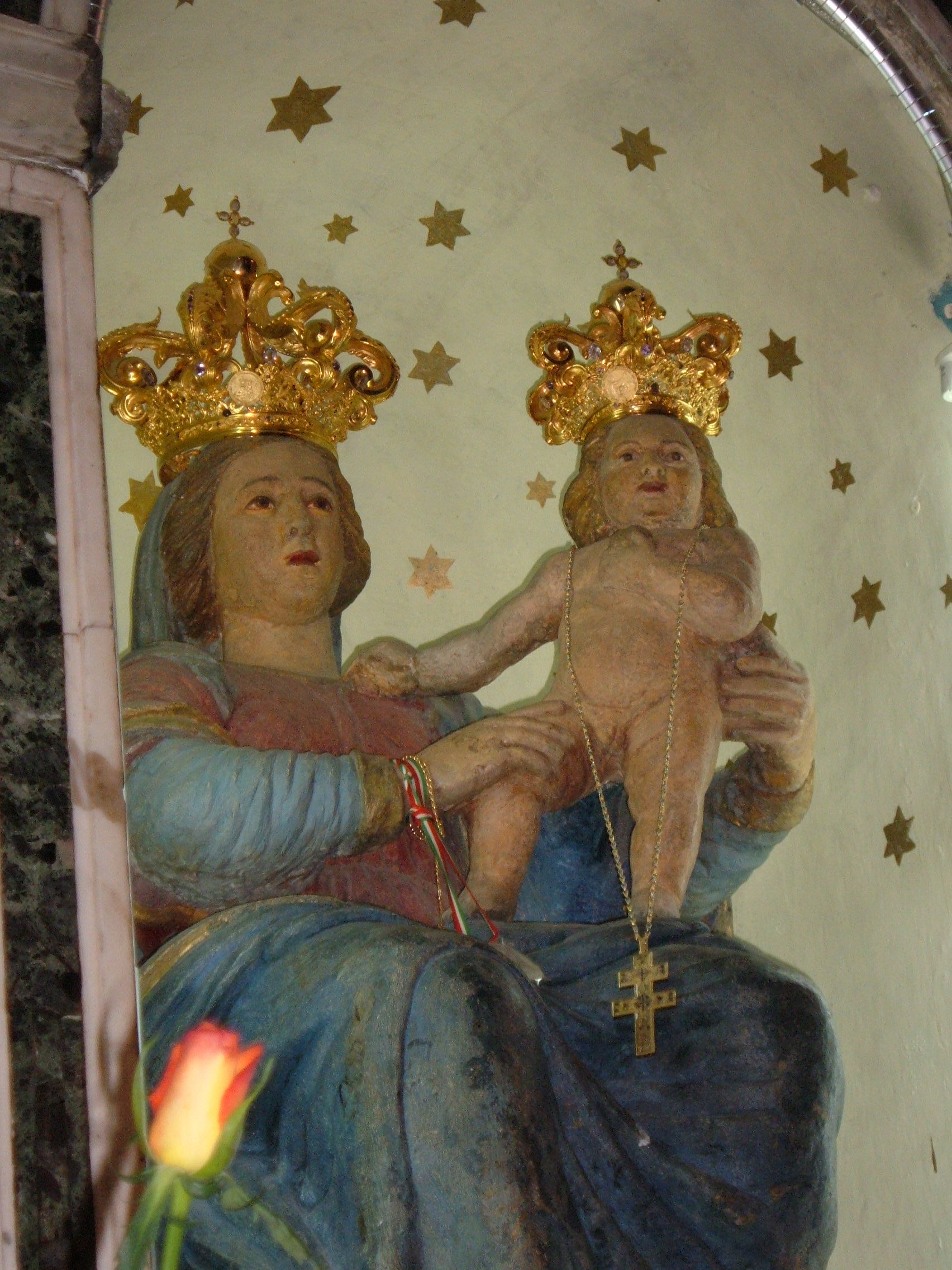
Madonna di Polsi

Altro importante appuntamento religioso per il popolo messignadese è la festa della Madonna della Montagna di Polsi, che si festeggia il 2 settembre di ogni anno. Nella notte che precede la festa i devoti percorrono a piedi, in religioso pellegrinaggio, le tortuose strade di montagna, per raggiungere al mattino seguente la sospirata meta del santuario della Madonna di Polsi, nel cuore dell'Aspromonte.
Grande significato per i messignadesi, inoltre, assume la festa in onore di sant'Antonio di Padova, il 13 Giugno, quando il simulacro del santo viene portato in processione per le vie del paese; in questa occasione avviene la caratteristica distribuzione dei pani benedetti a tutta la popolazione dopo la Messa. Ancora, l'8 Dicembre, festa dell'Immacolata Concezione, un'antica statua lignea della Madonna, risalente probabilmente al XVII secolo, conservata in una delle edicole laterali della chiesa, viene condotta in processione per il paese tra musica, canti e preghiere. Infine, non meno degna di nota, la processione del Bambino Gesù benedicente nel giorno dell'Epifania.

## Galleria d'immagini

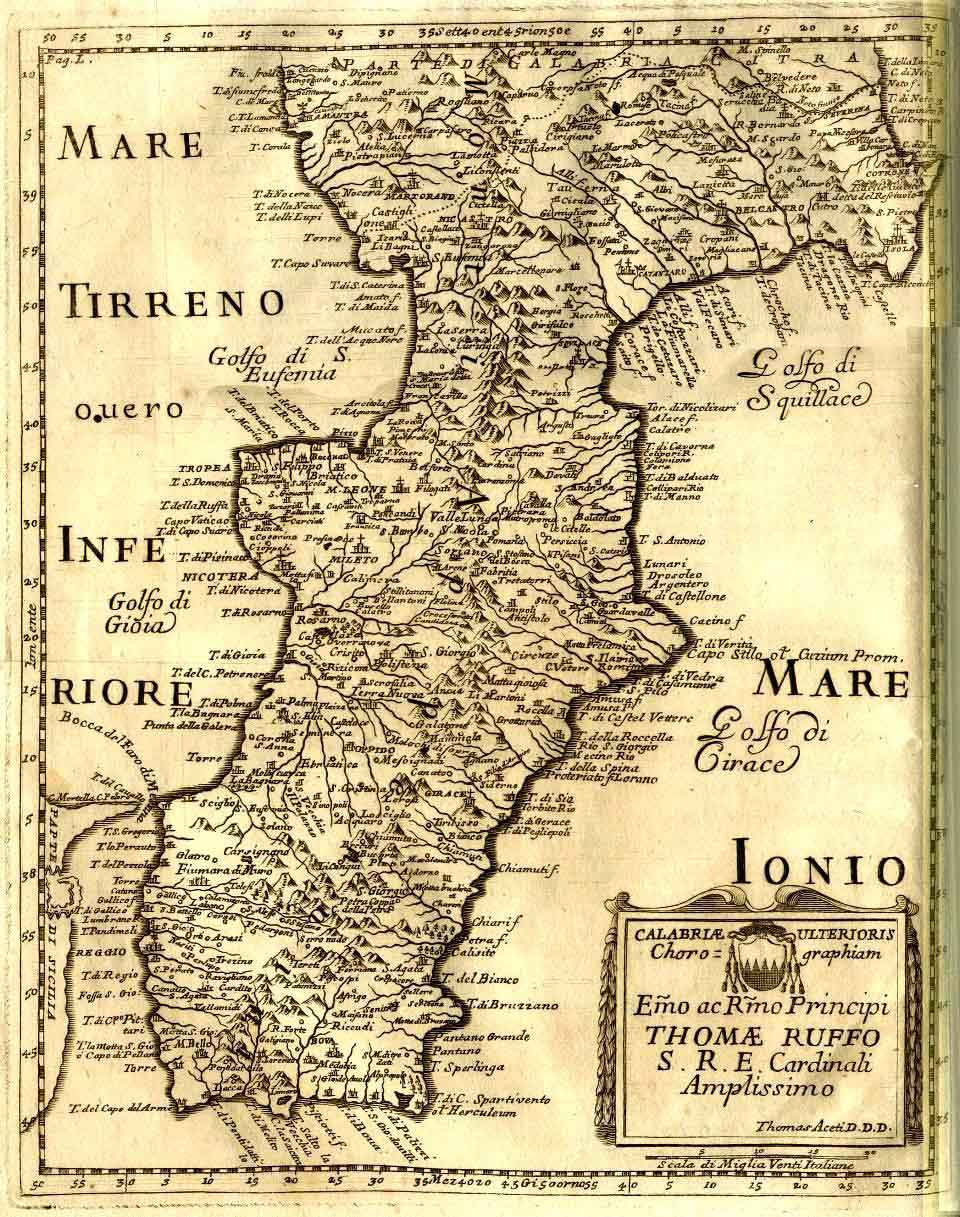
Cartografia del XVI sec.
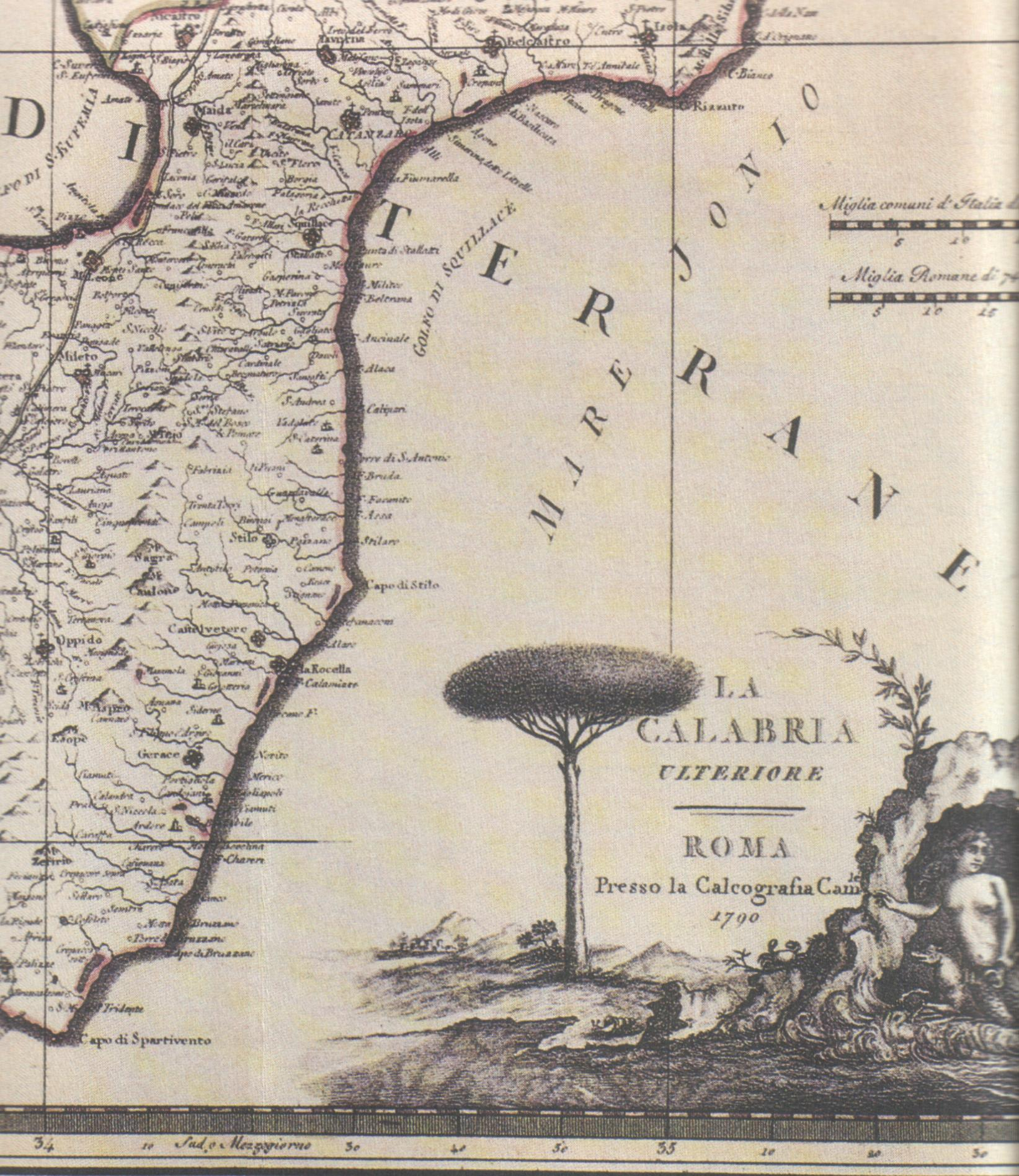
Cartografia del 1790
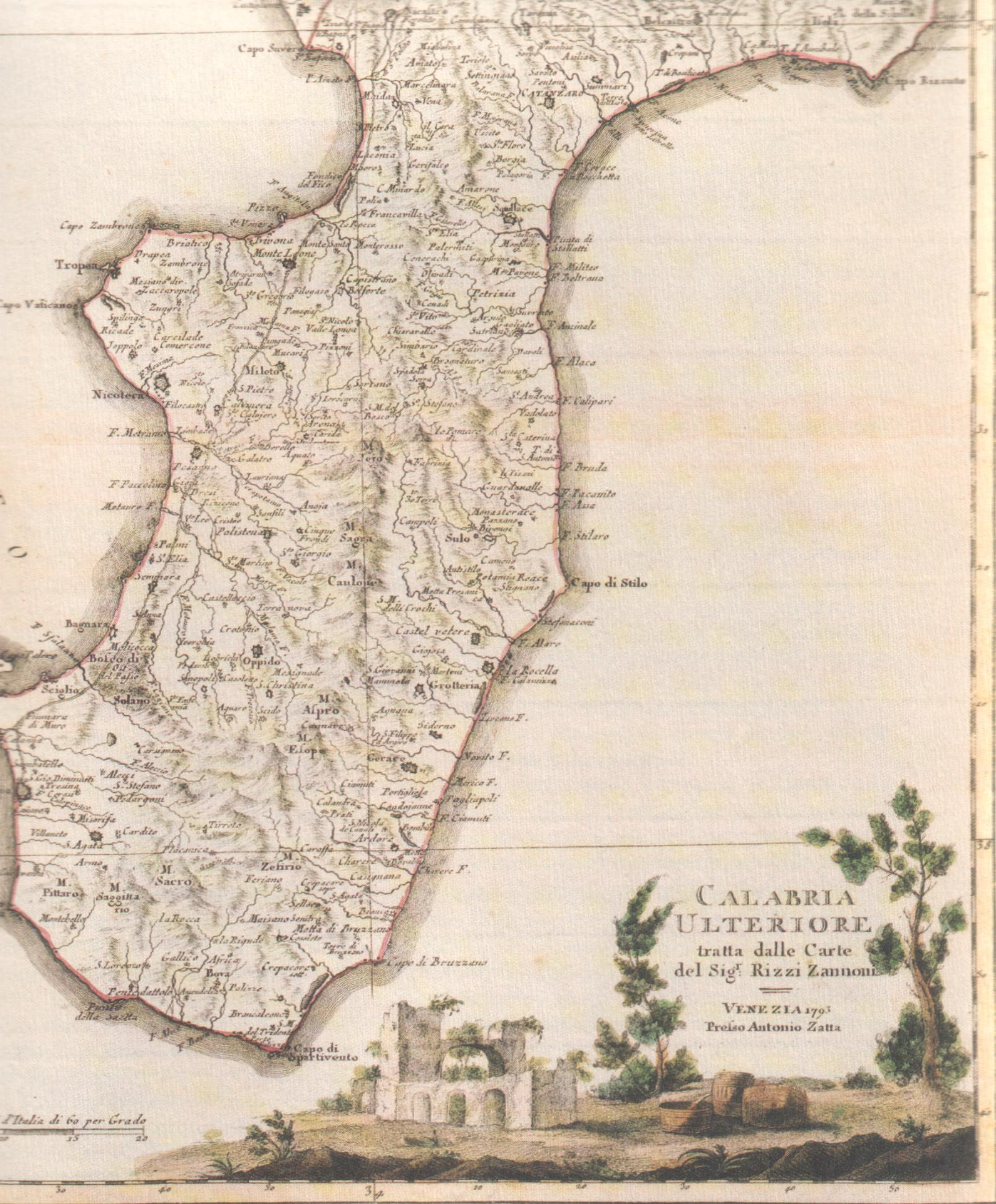
Cartografia di G.A.Rizzi Zannoni, 1793
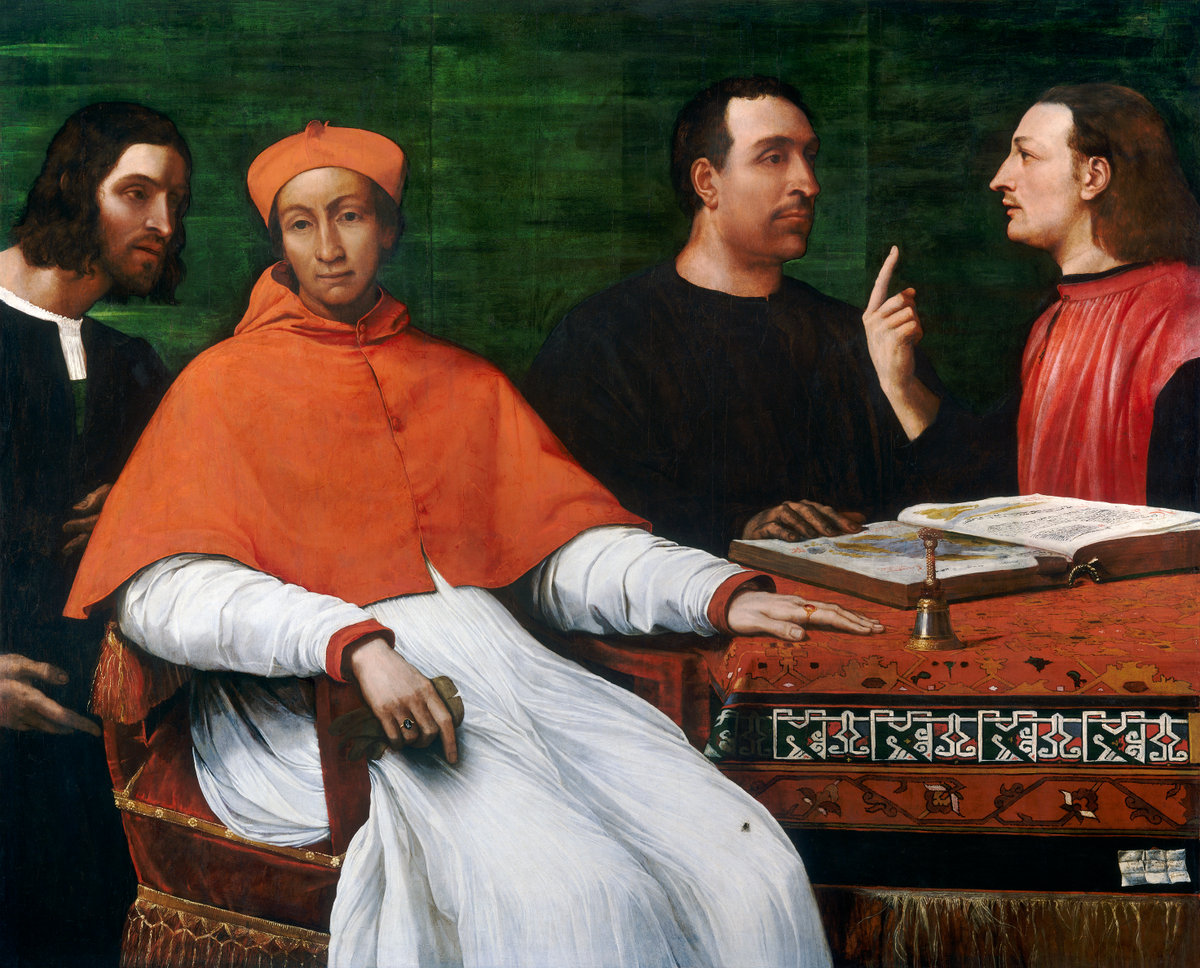
Cardinale Bandinello Sauli vescovo di Oppido e Gerace
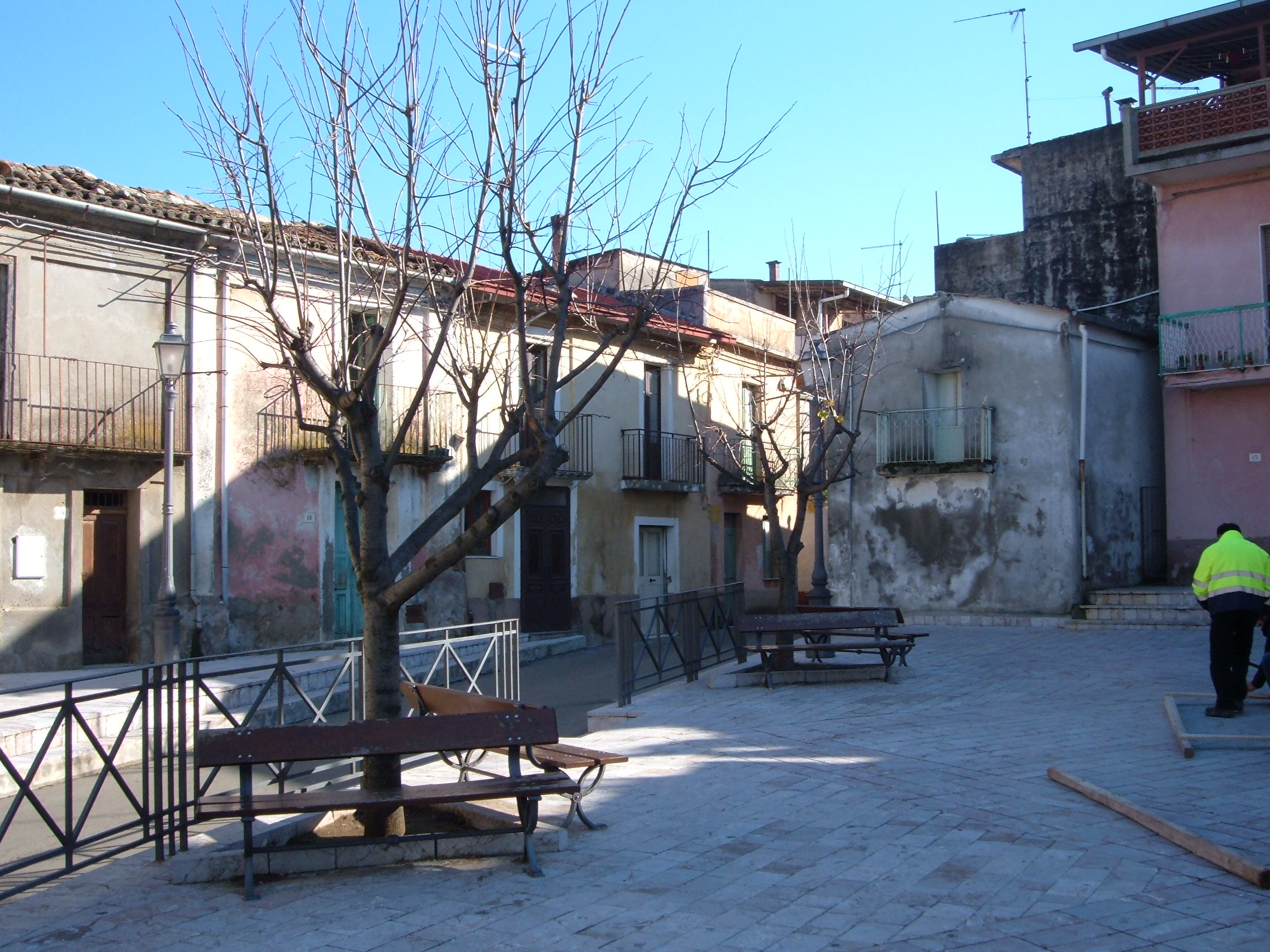
Piazza Santa Rosa
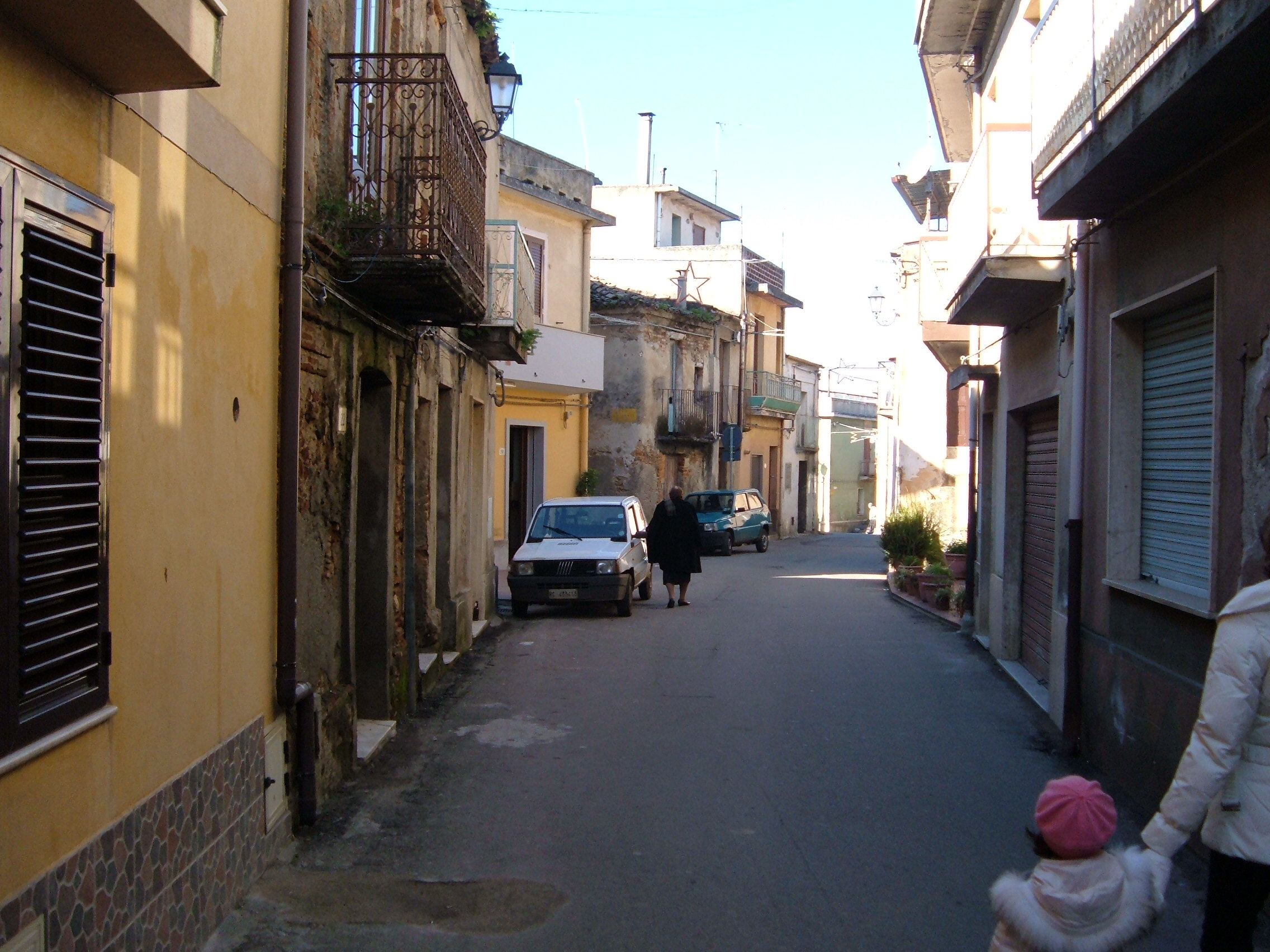
Corso G.N.Muratore
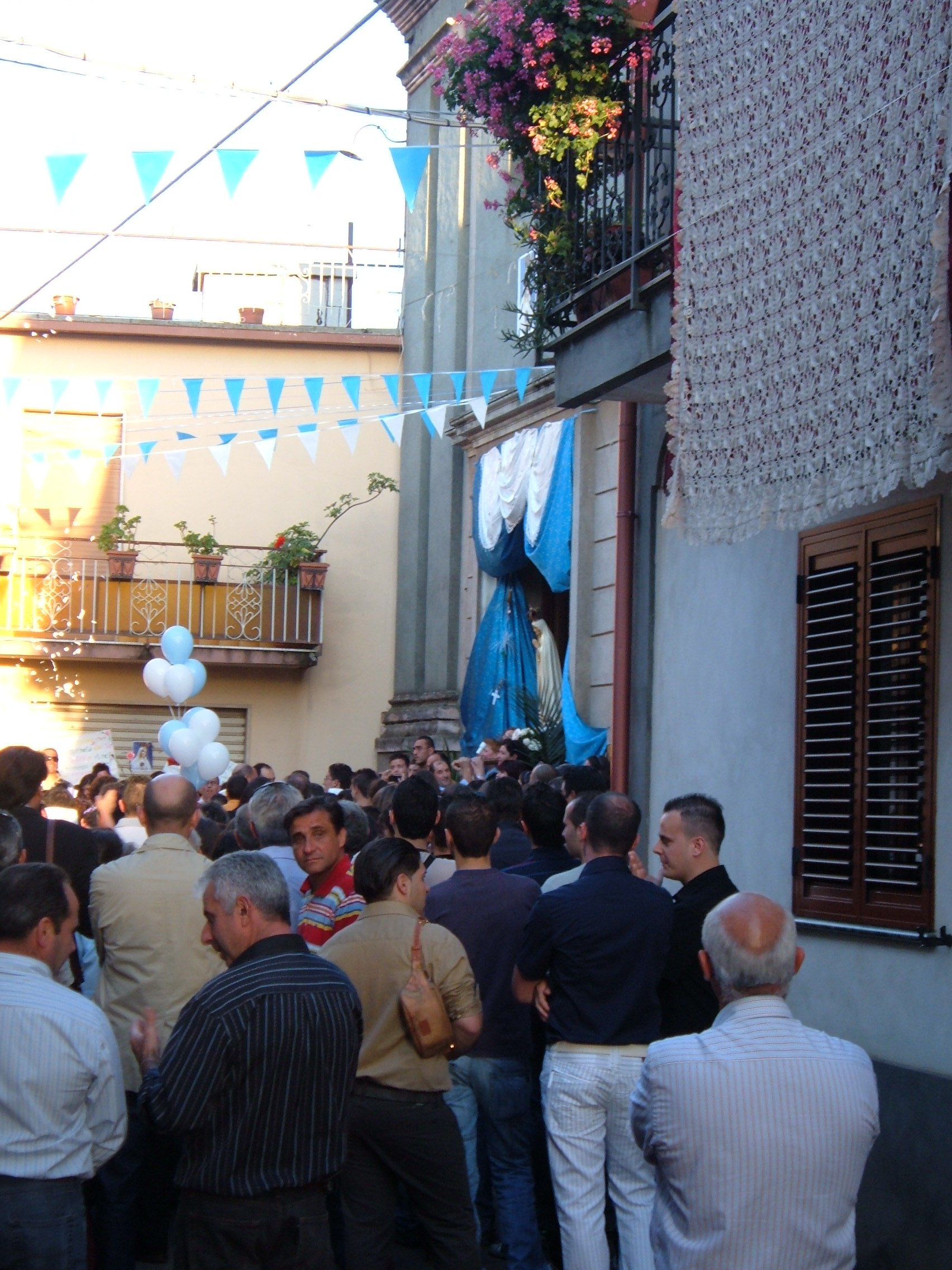
Processione della Madonna di Fatima pellegrina, 30 maggio 2008
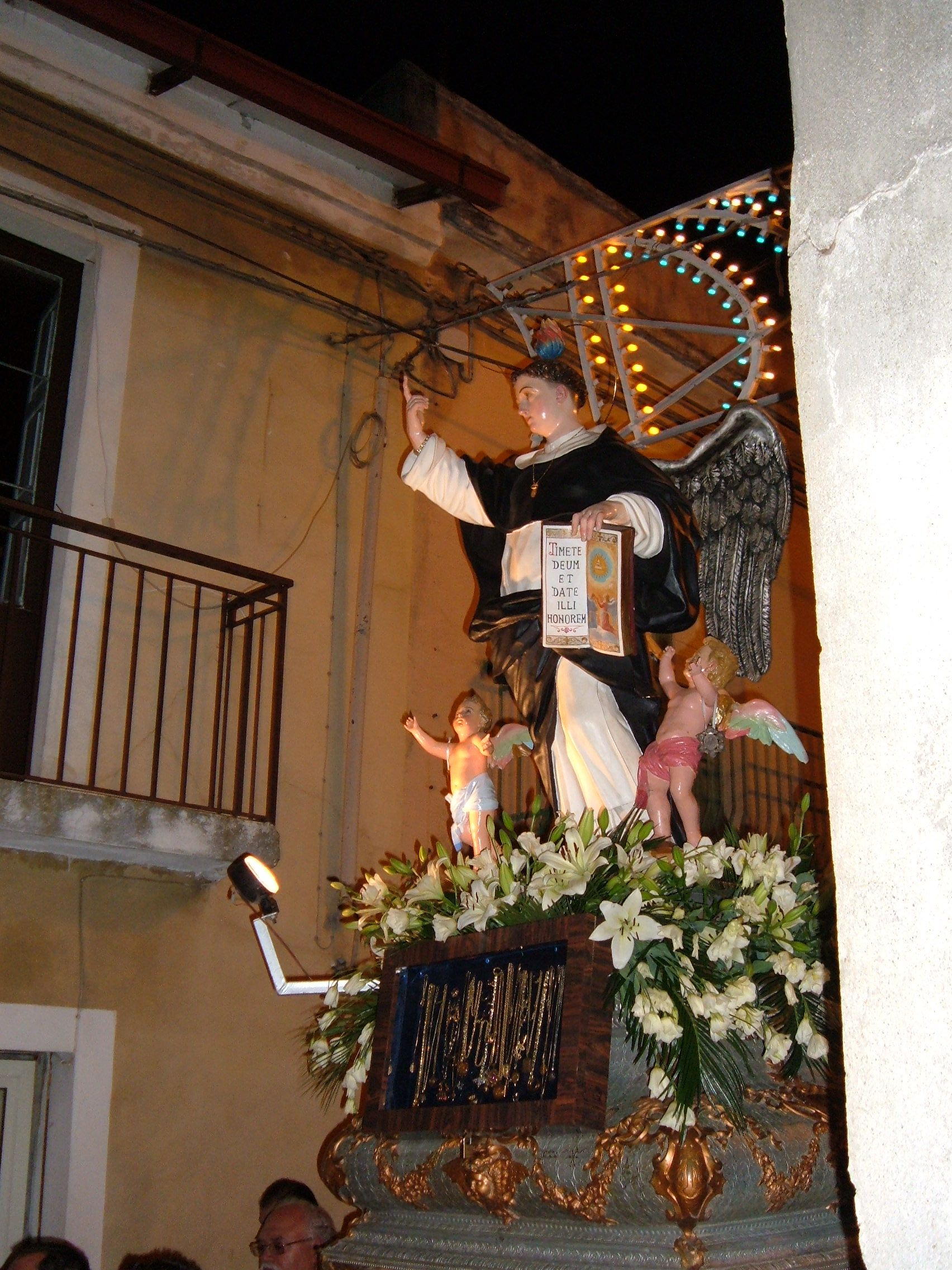
Festa di San Vincenzo, 10 agosto 2008
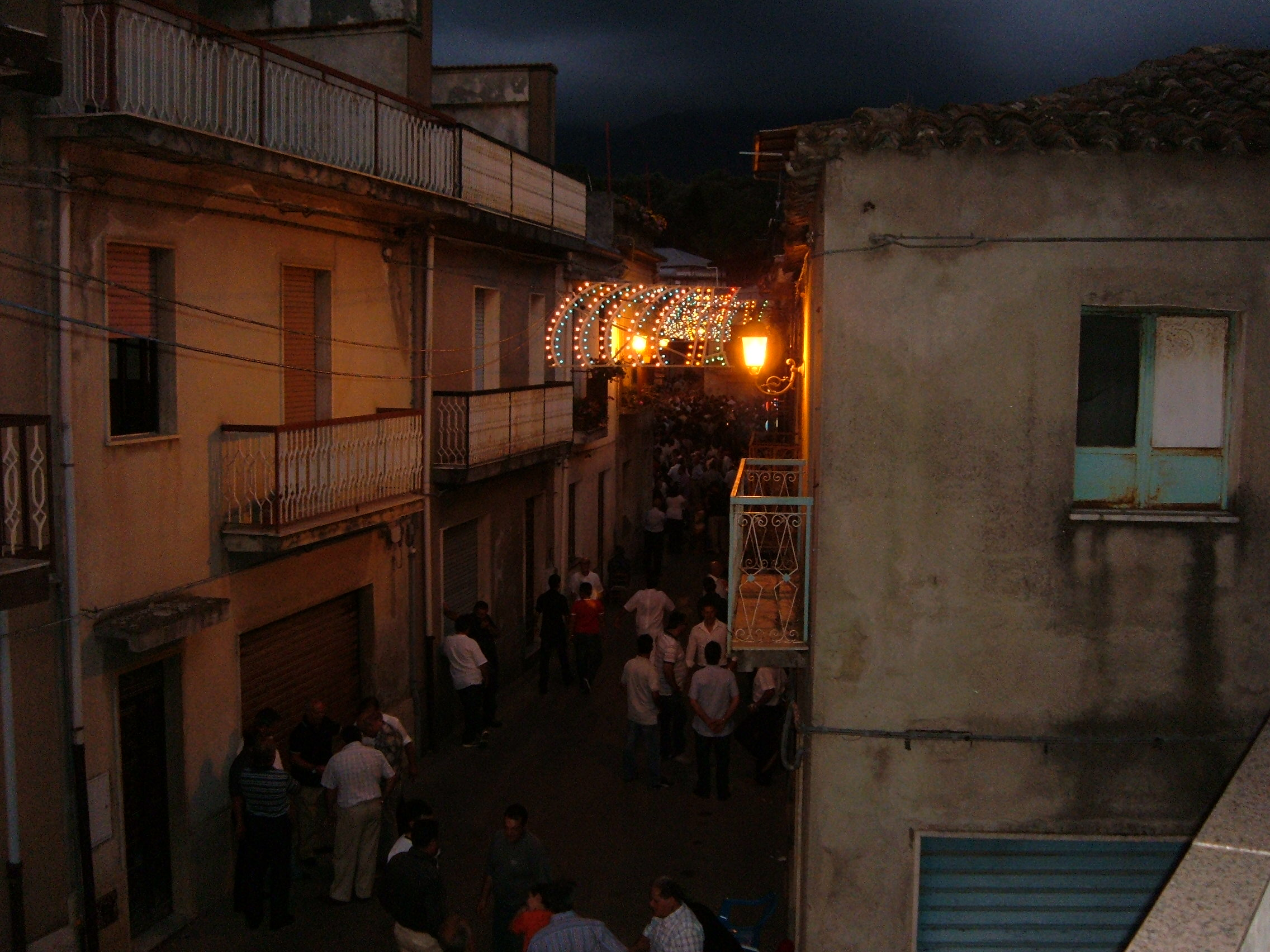
Messignadi di notte
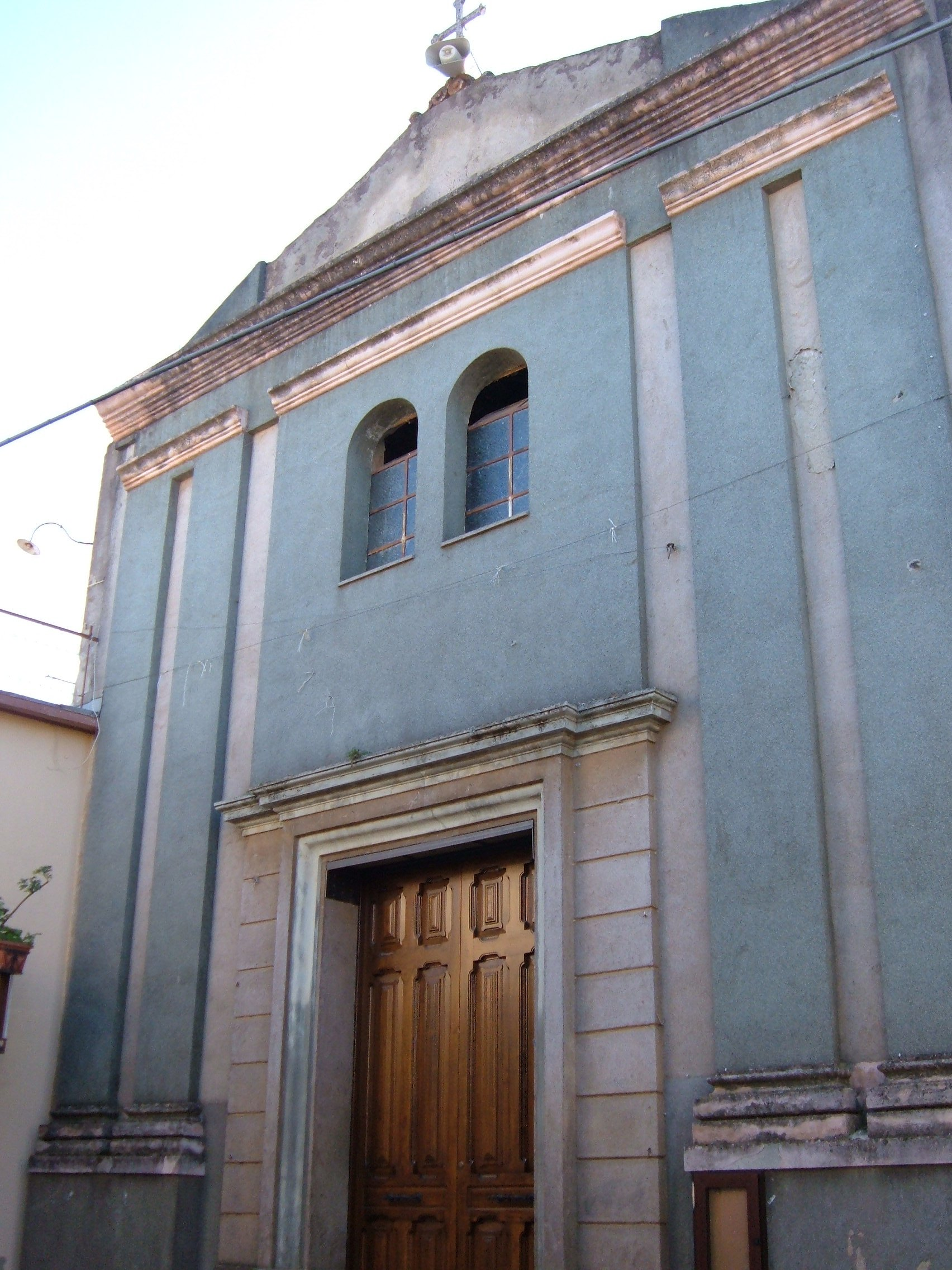
Chiesa parrocchiale di san Nicola di Mira
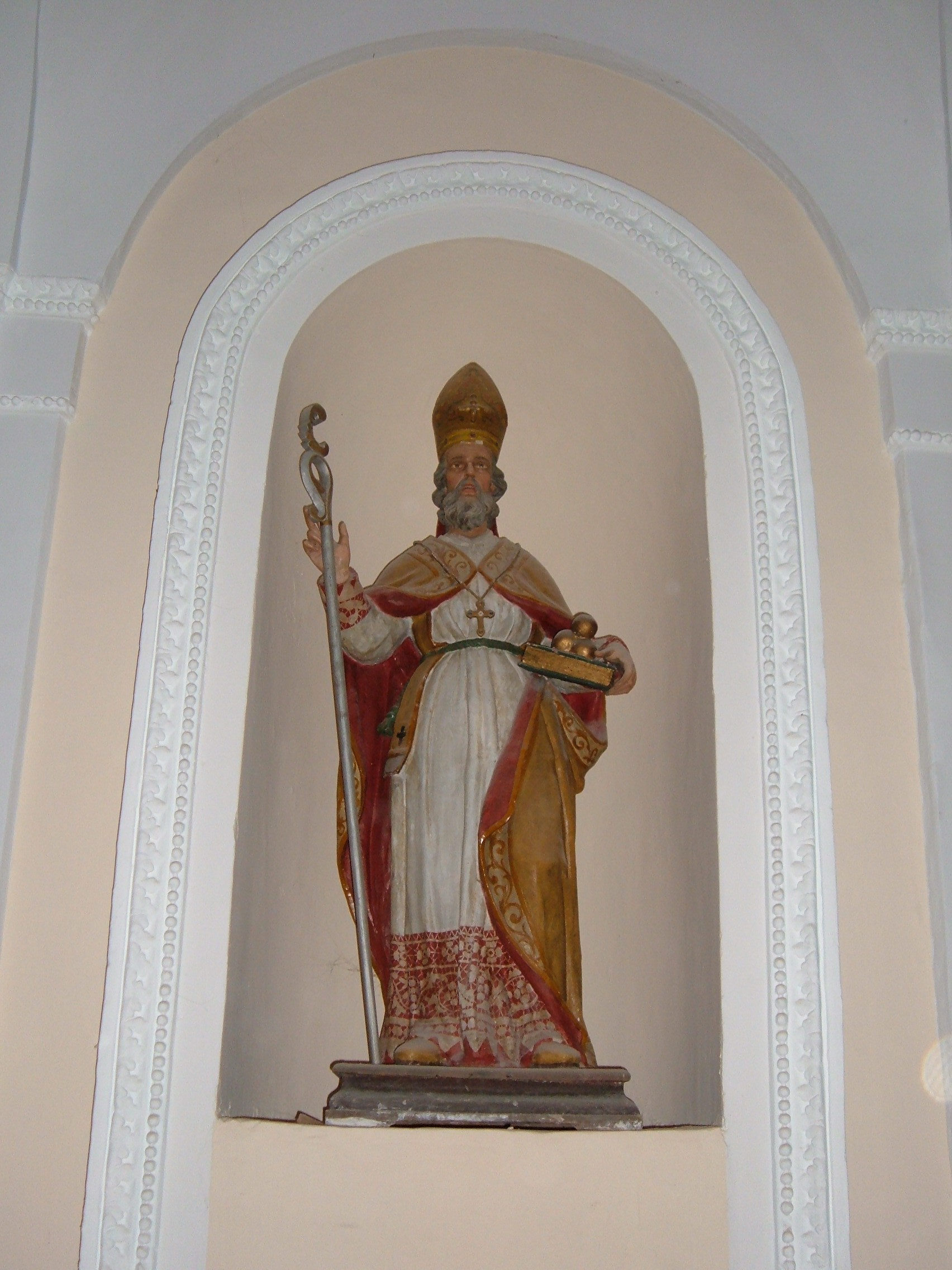
Statua di san Nicola di Mira
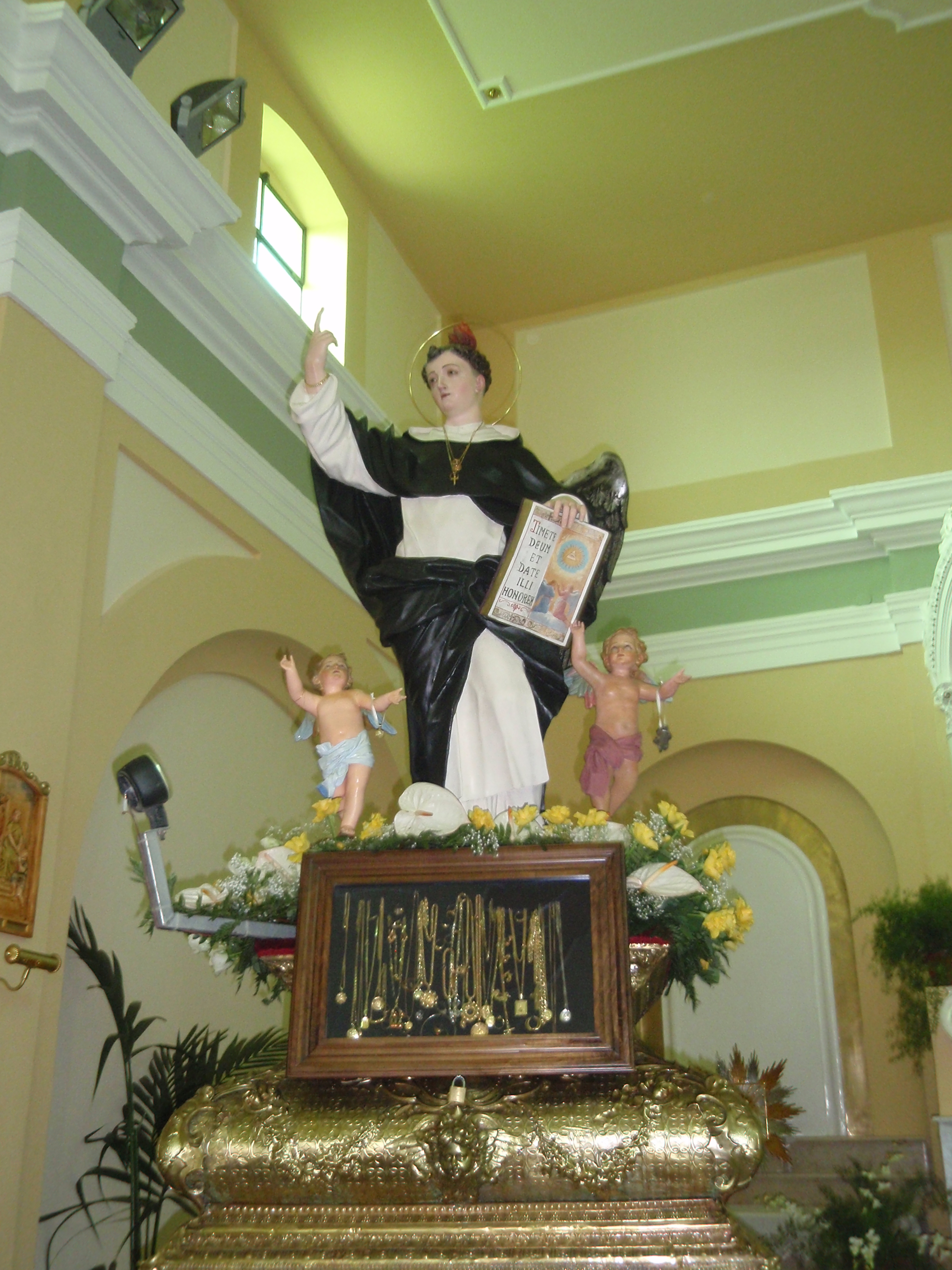
San Vincenzo Ferreri
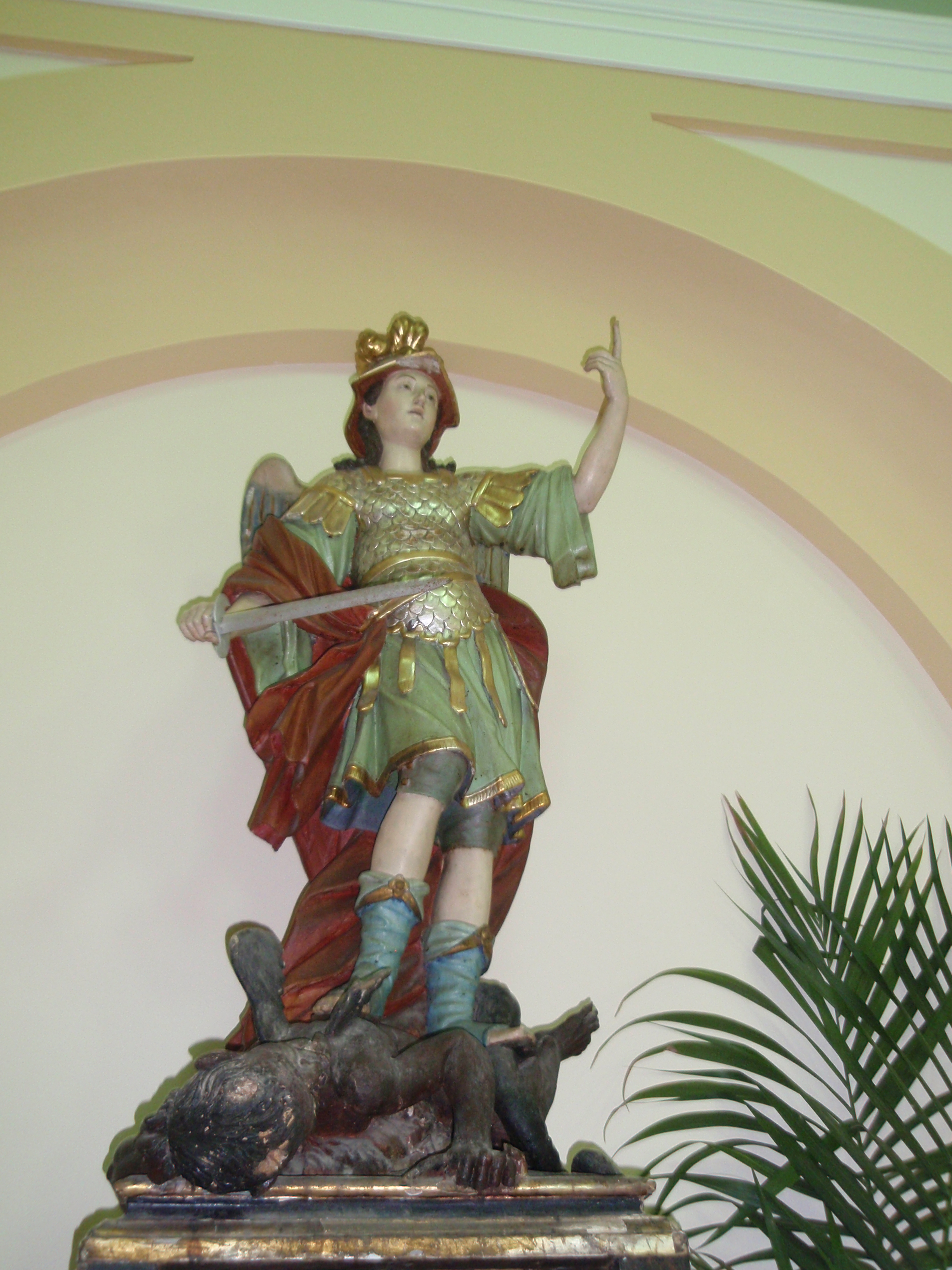
San Michele Arcangelo
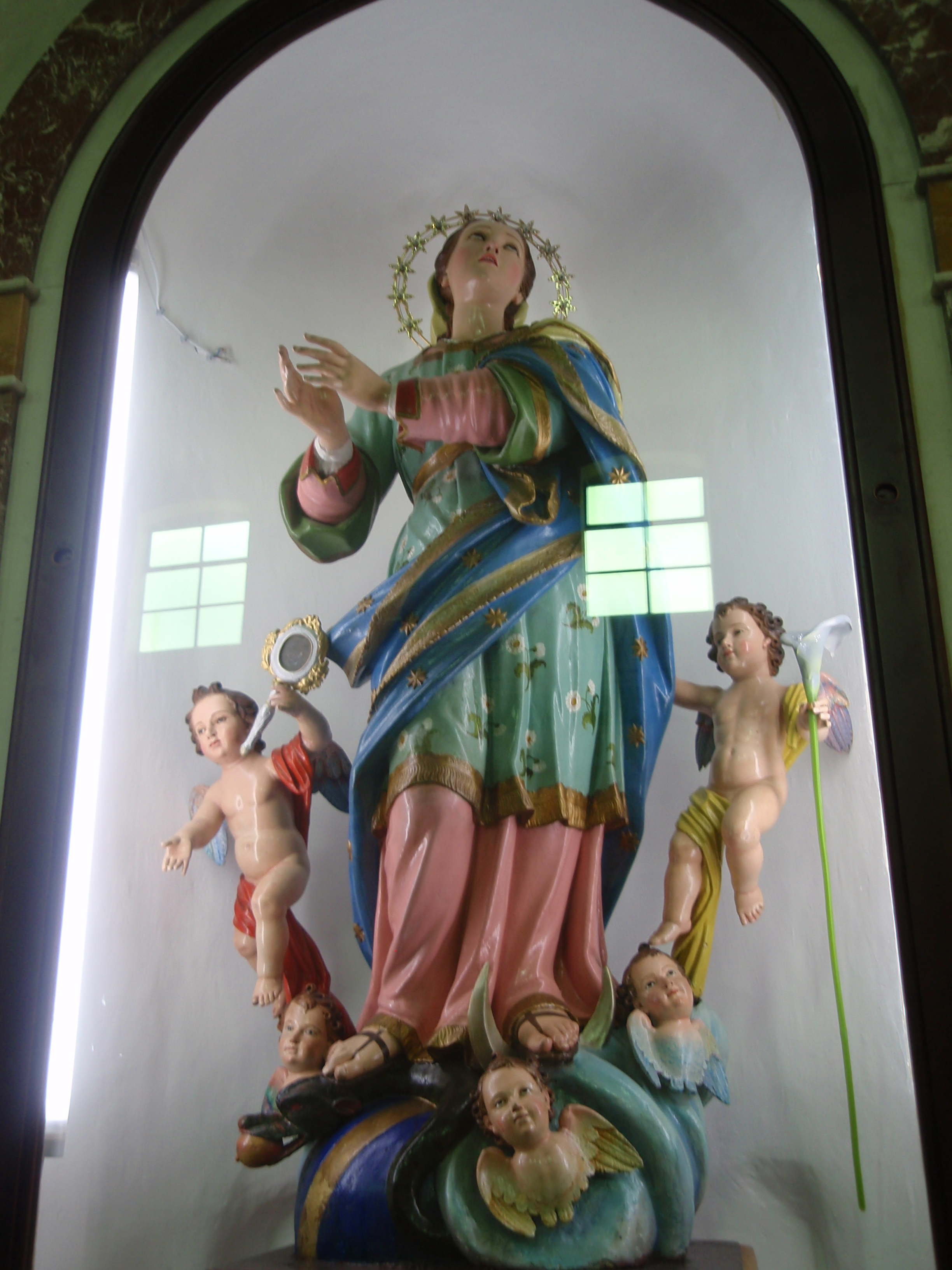
L'Immacolata
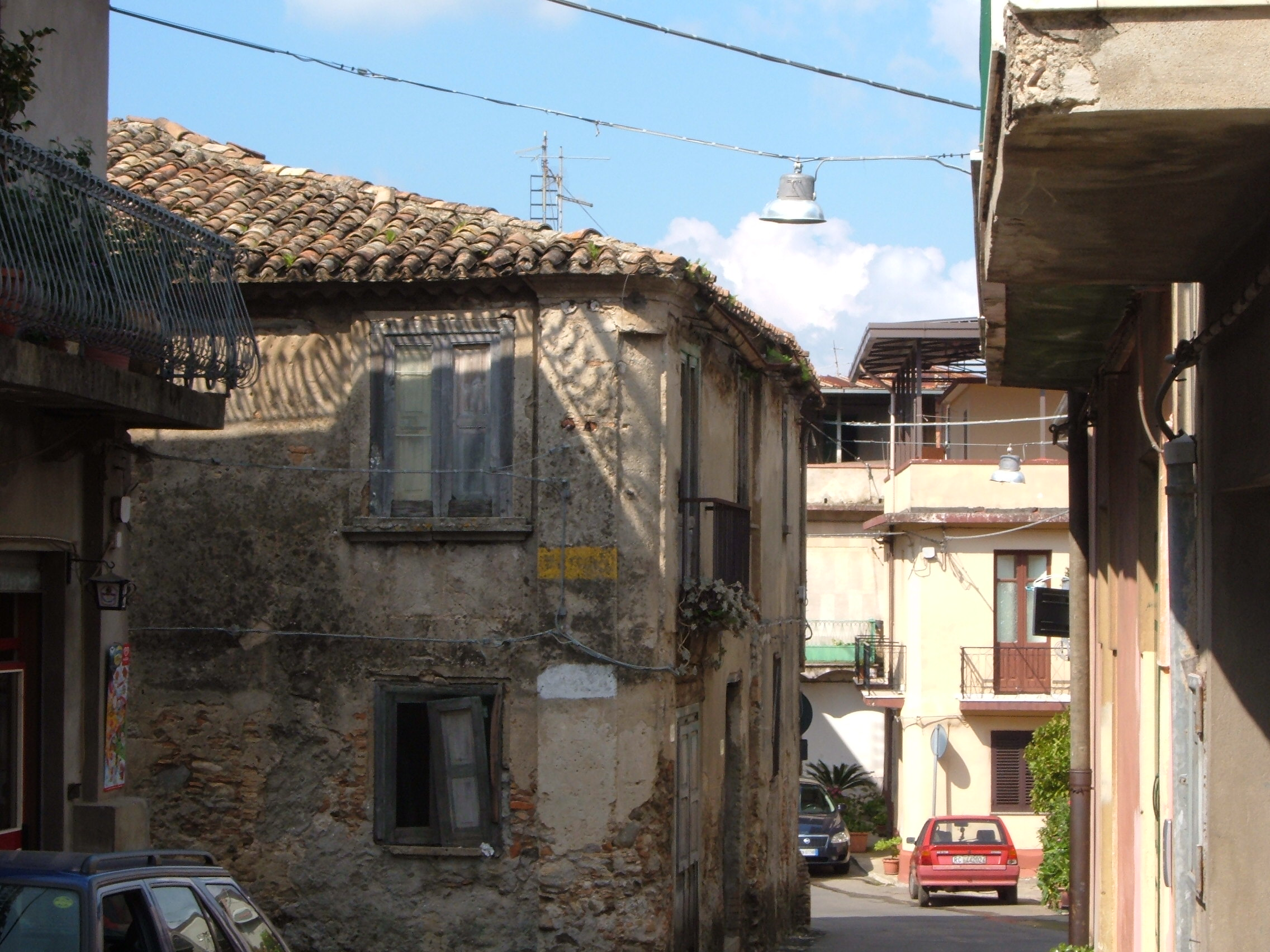
Casa del podestà
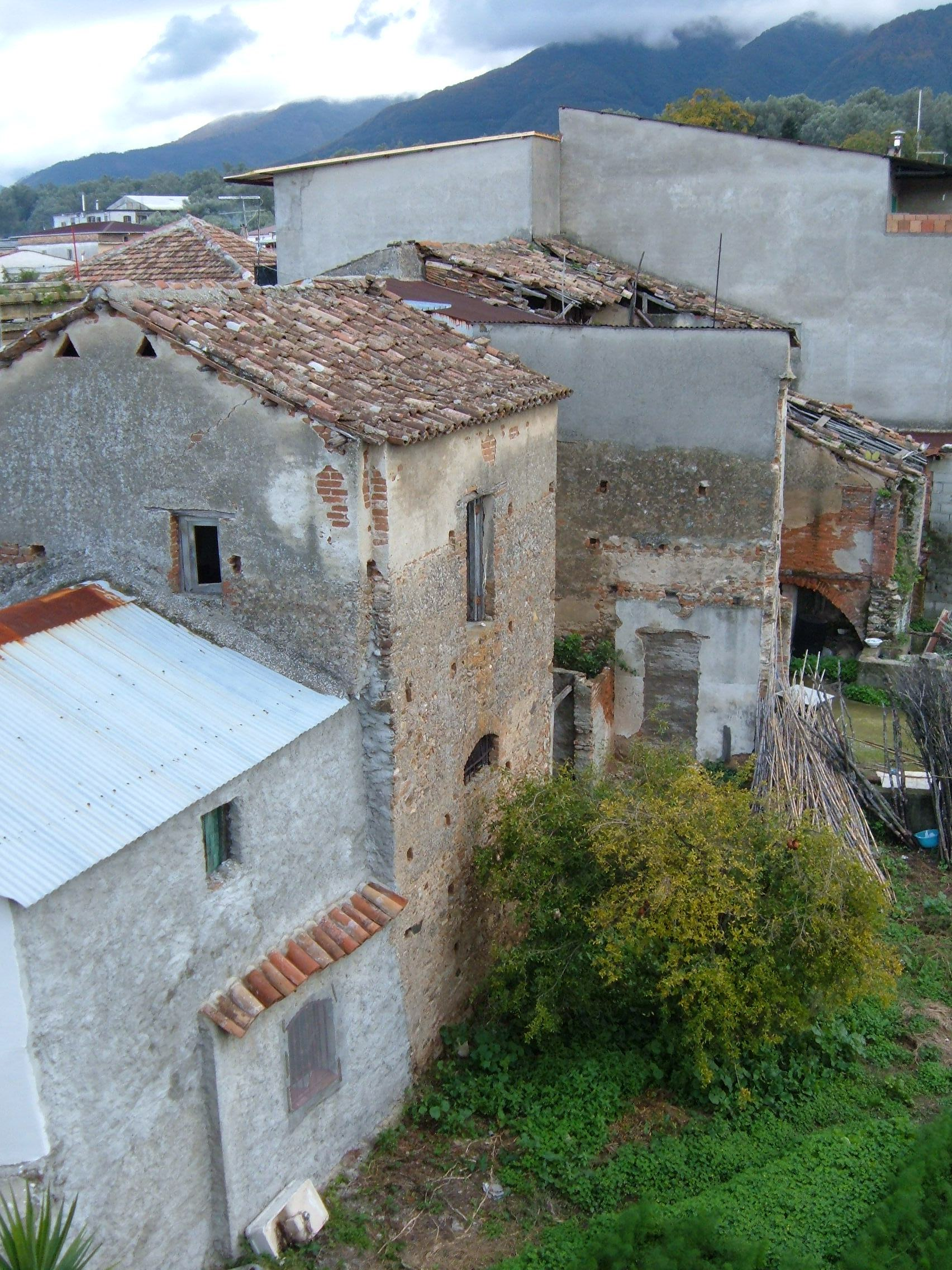
Ruderi di un vecchio casolare del sec. XVI
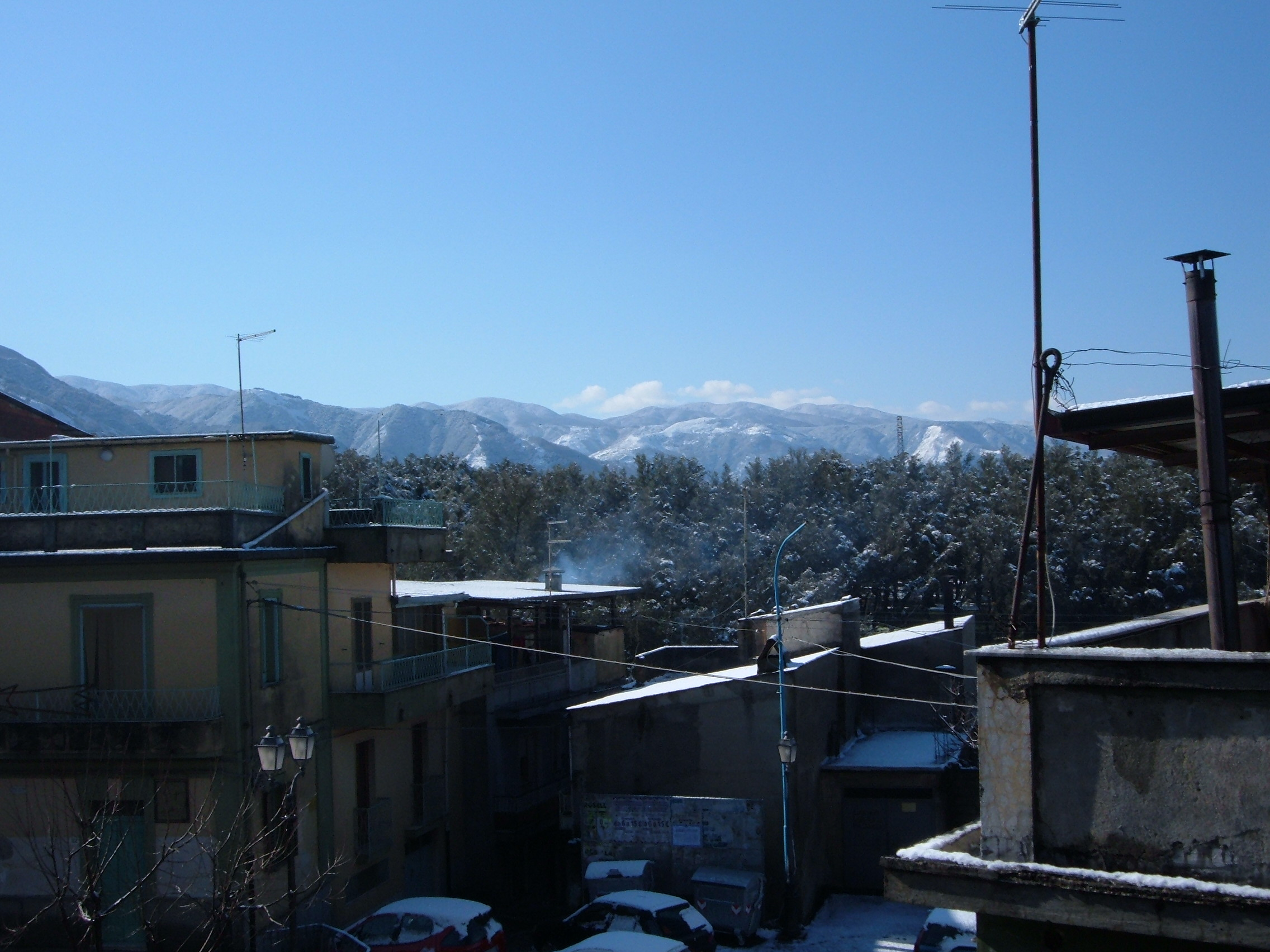
Nevicata del 13 febbraio 2009
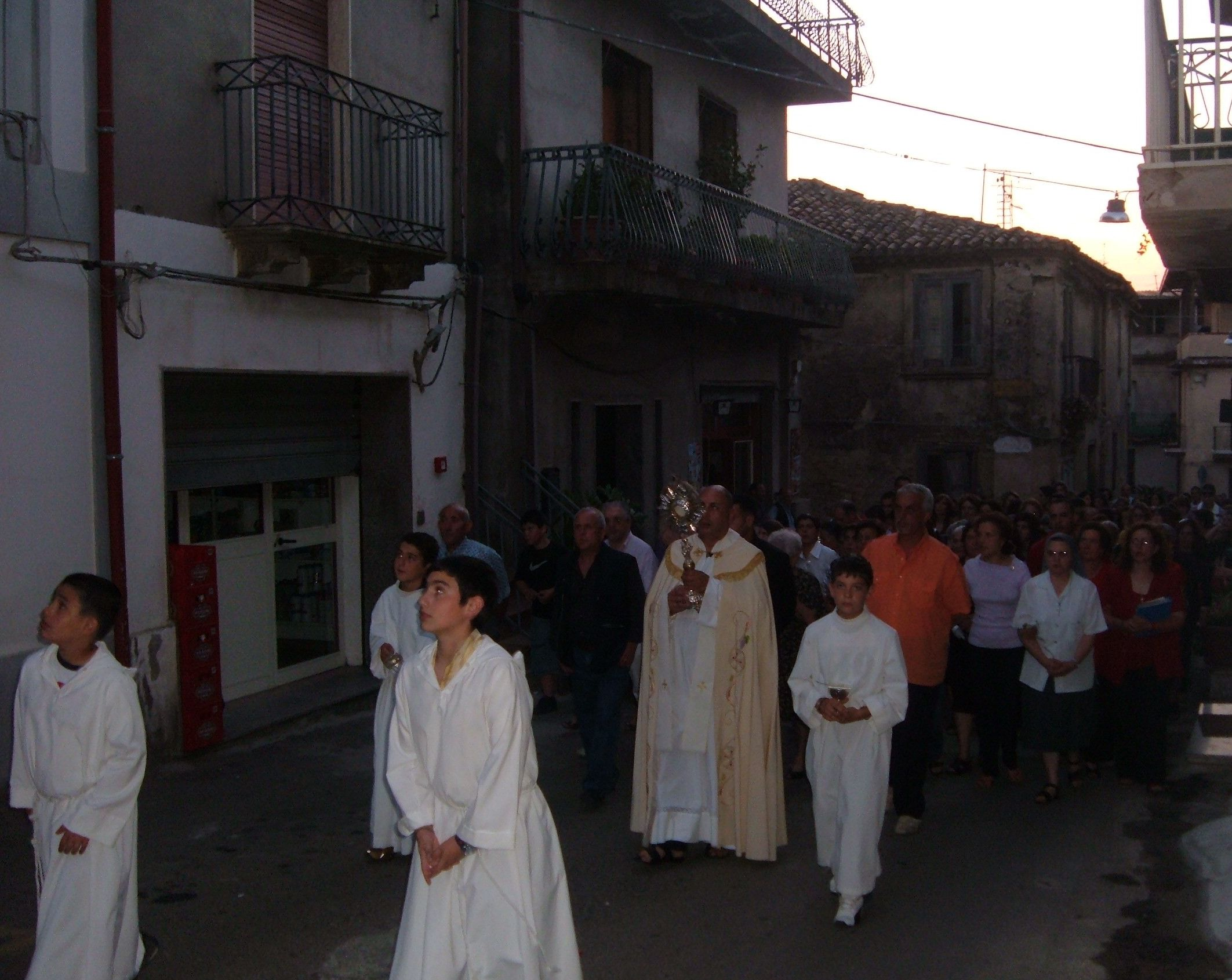
Processione del Corpus Domini, 2009
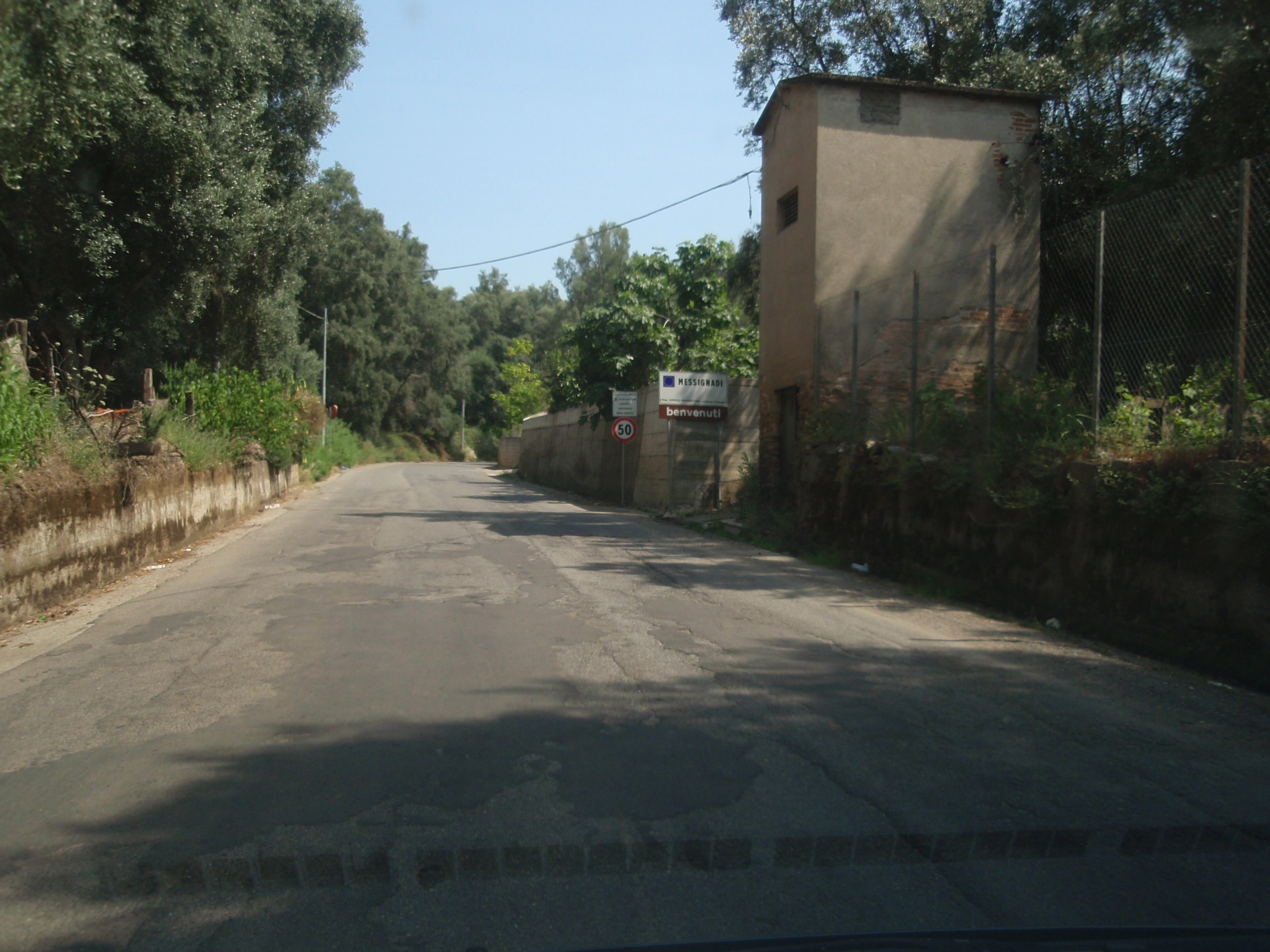
Entrata del paese
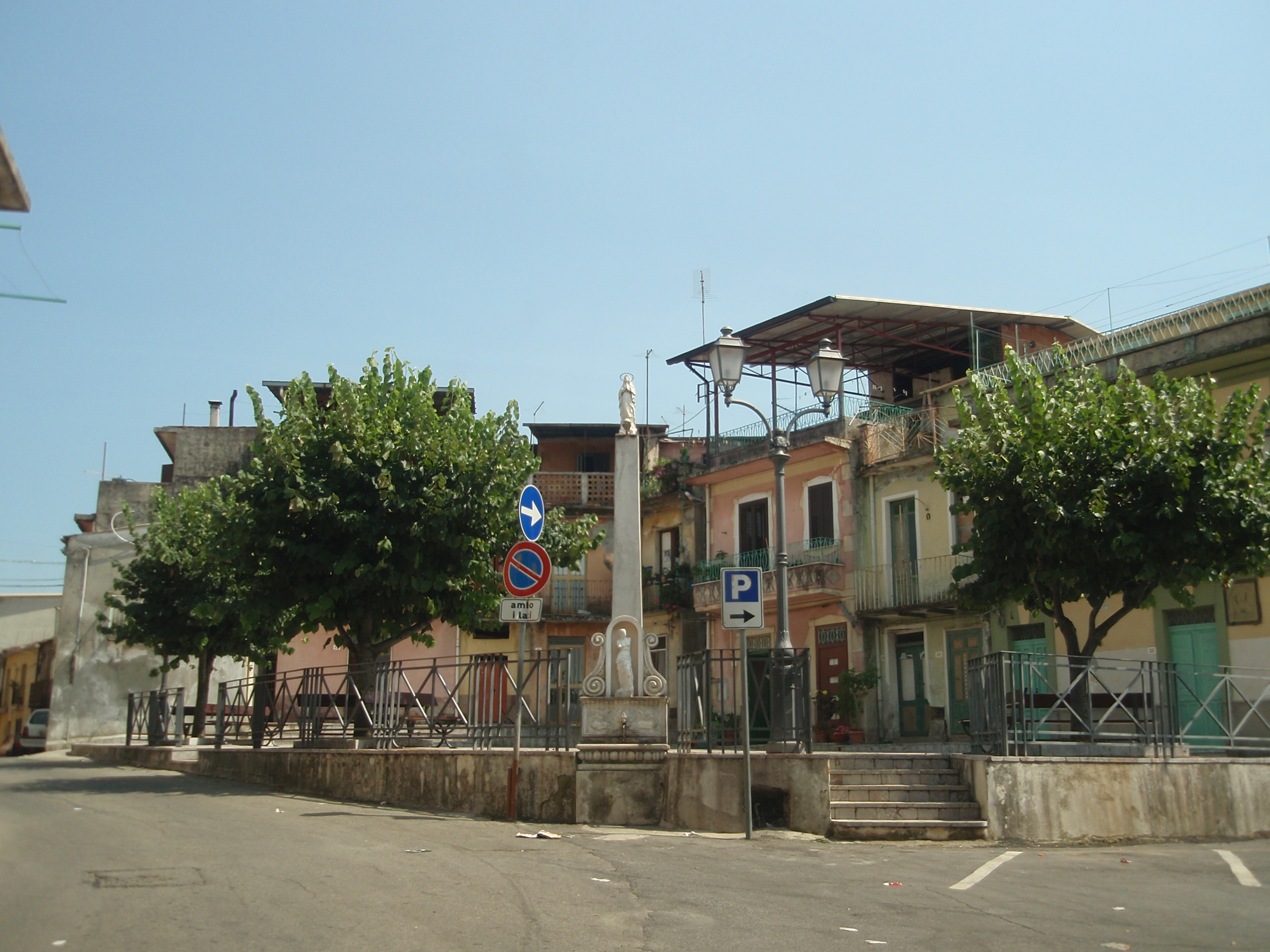
Piazza Santa Rosa con la fontana della Madonnina
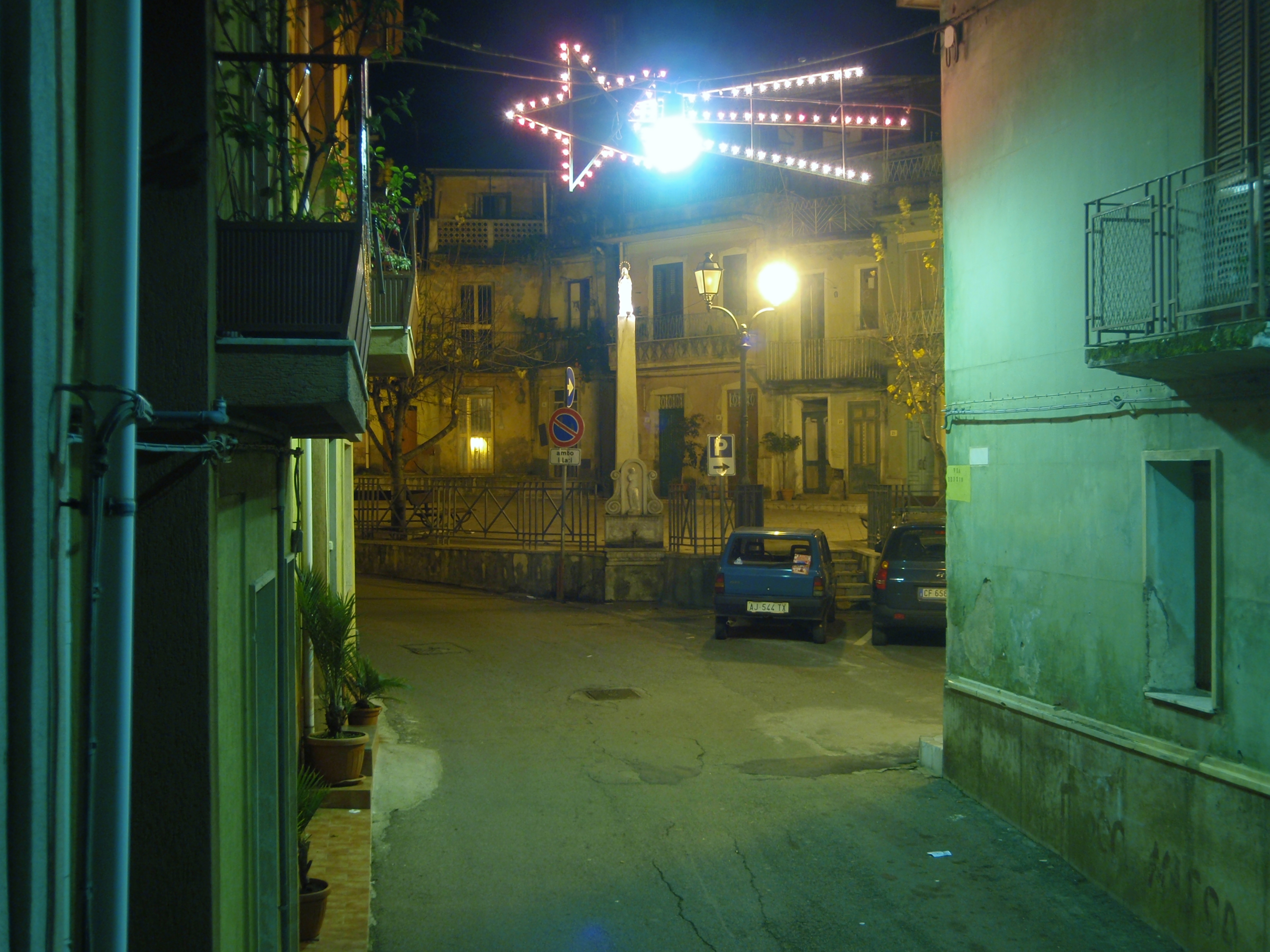
Tempo di Natale
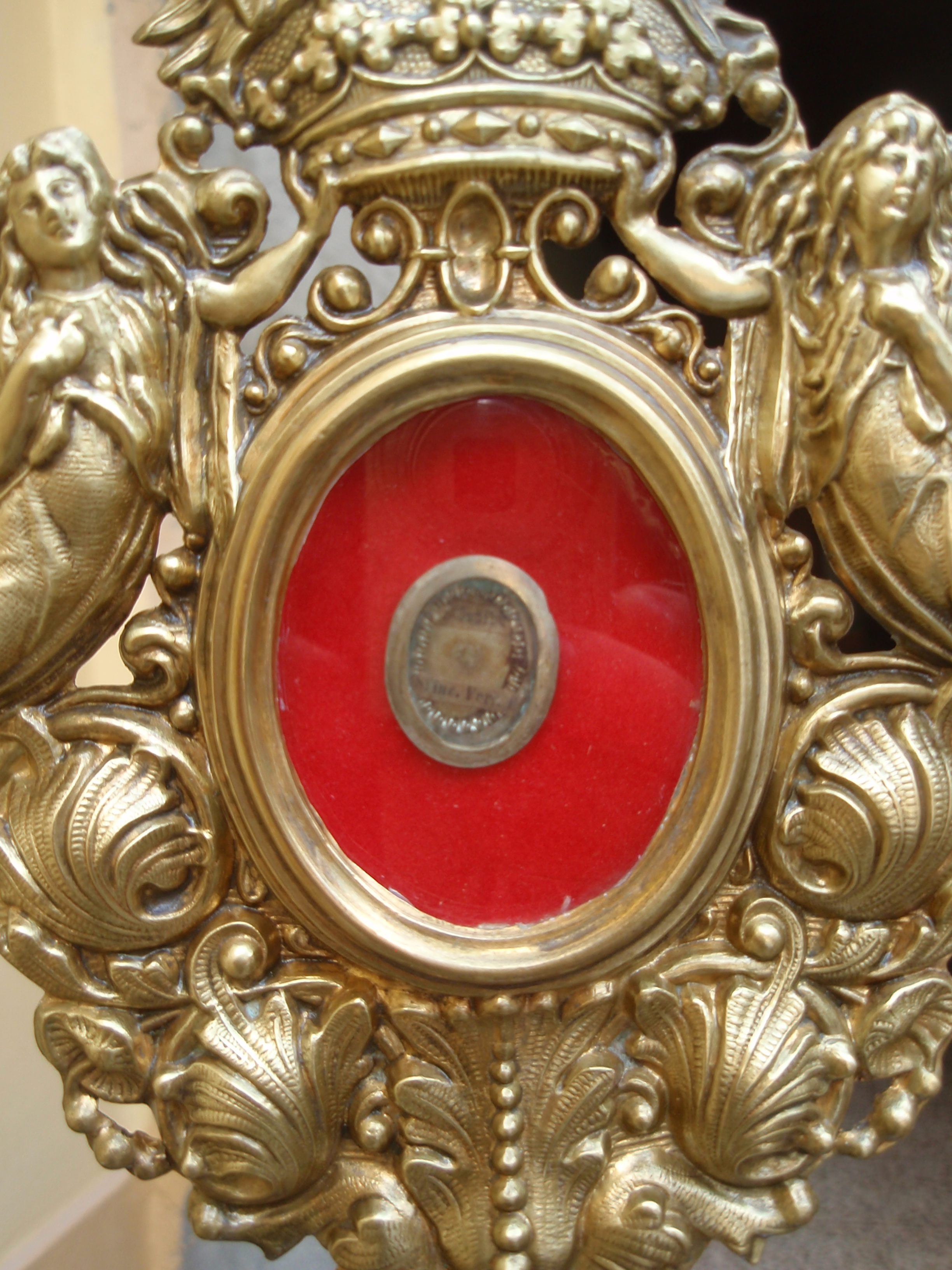
Reliquiario di san Vincenzo Ferreri
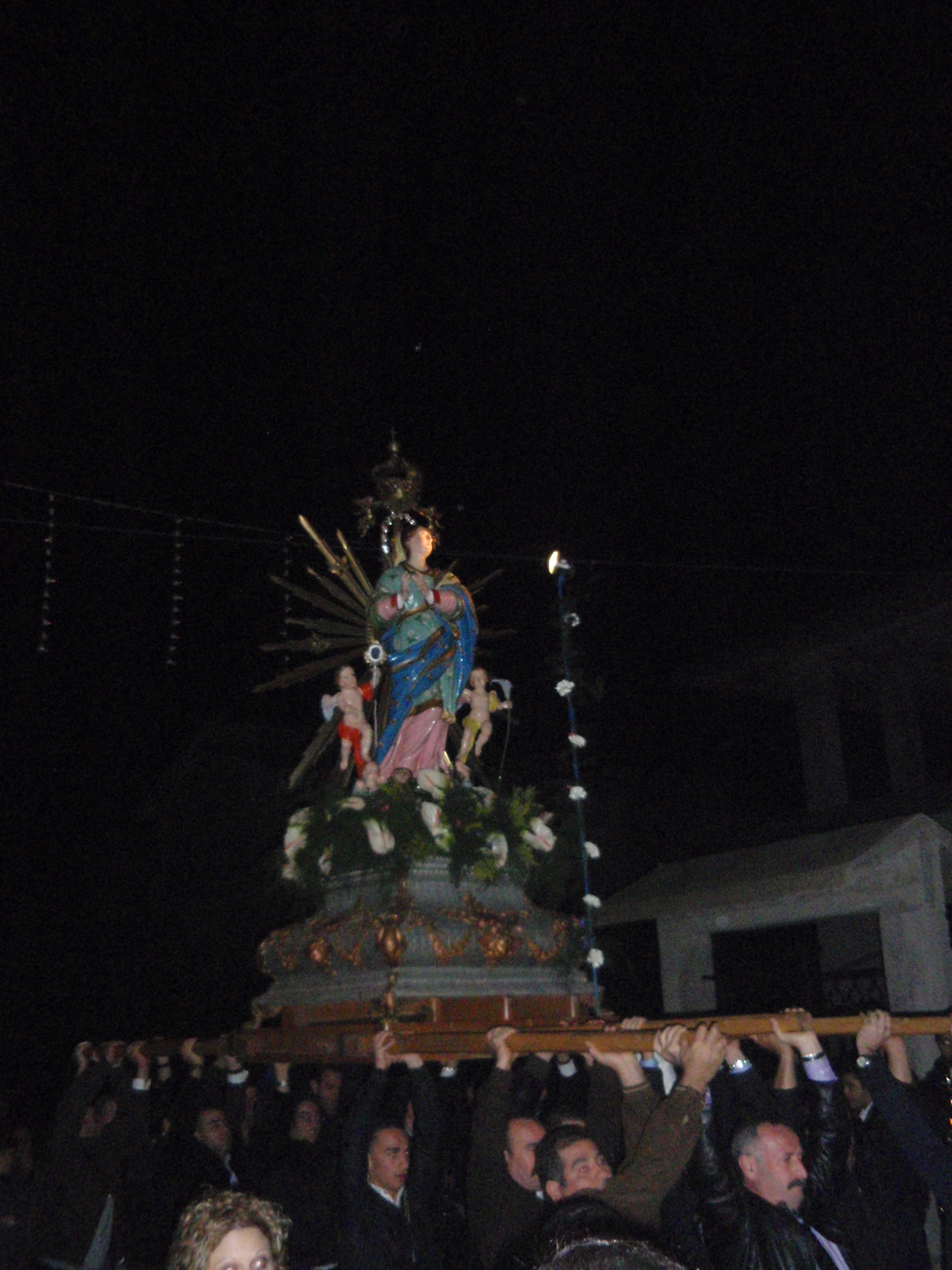
Festa dell'Immacolata
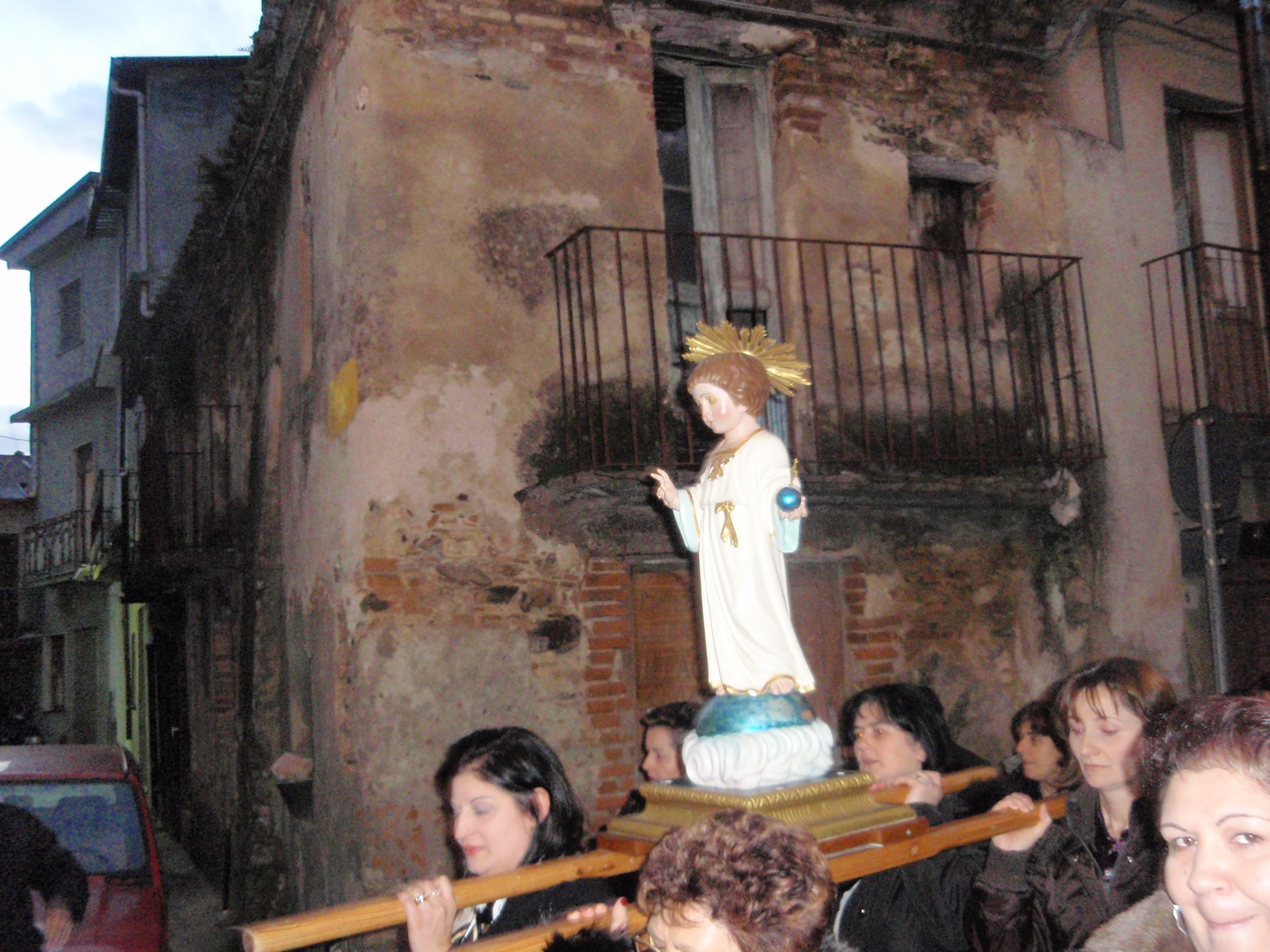
Processione del Bambinello
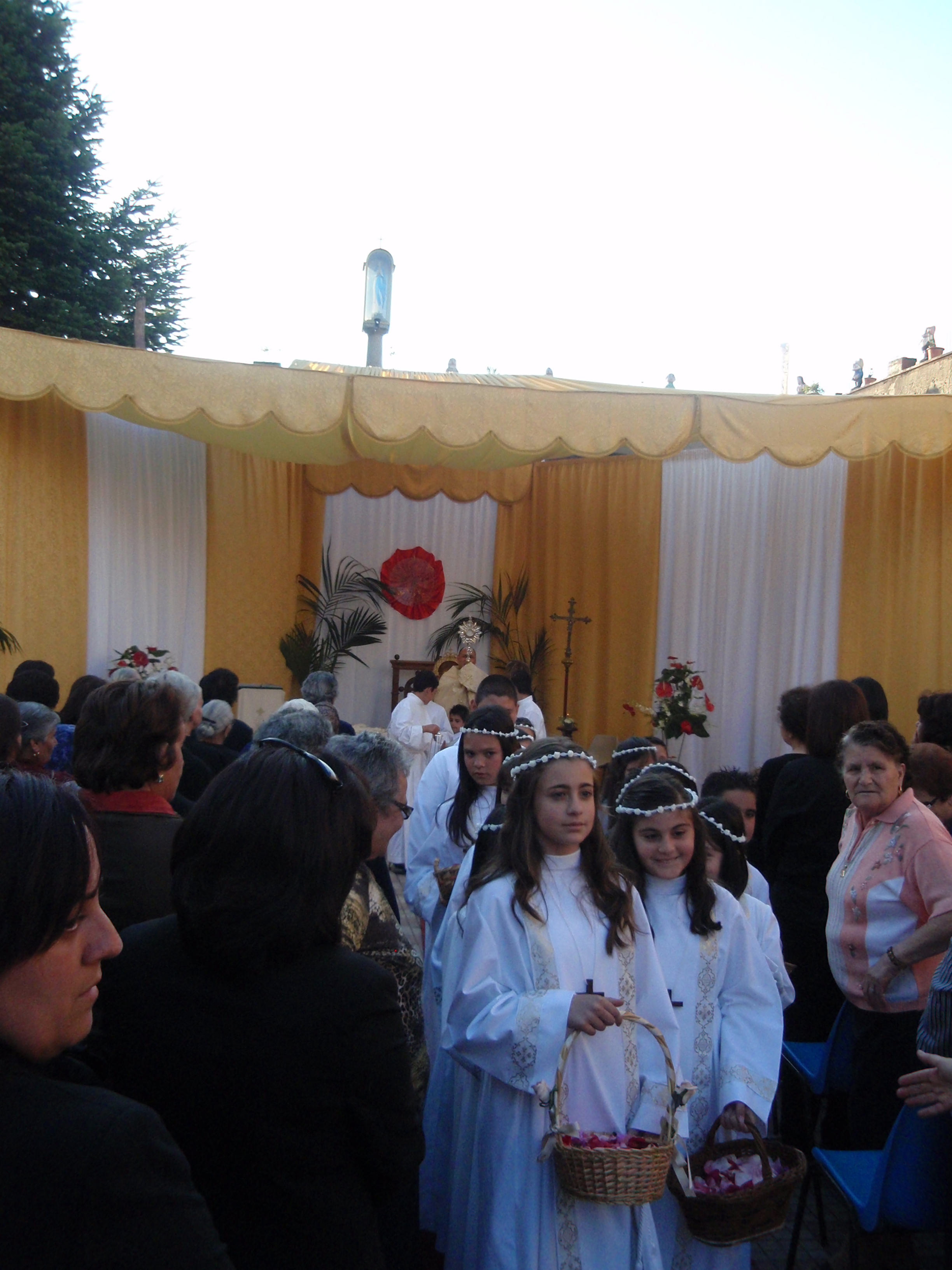
Festa del Corpus Domini, 6 giugno 2010
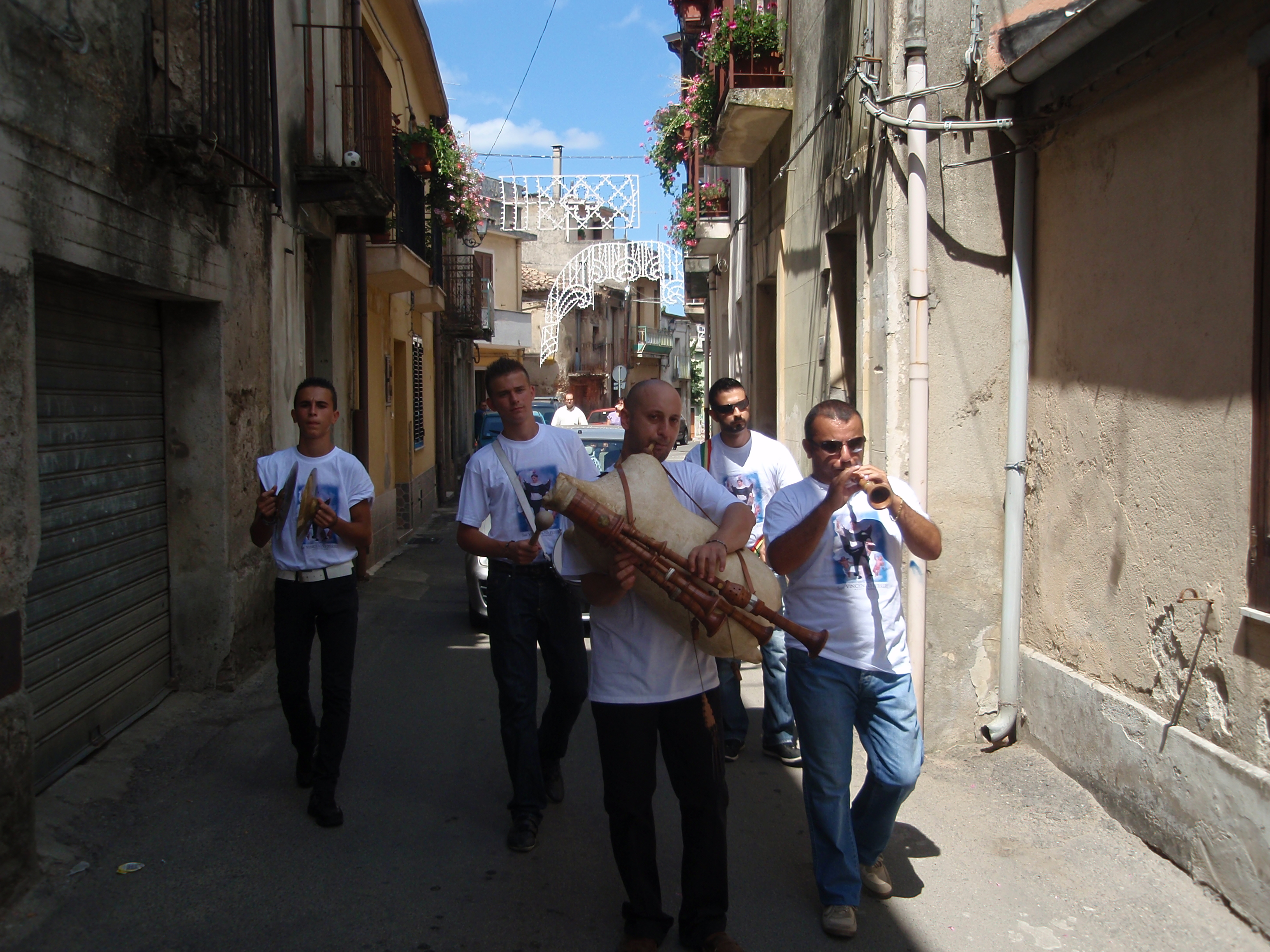
La zampogna, festa di san Vincenzo
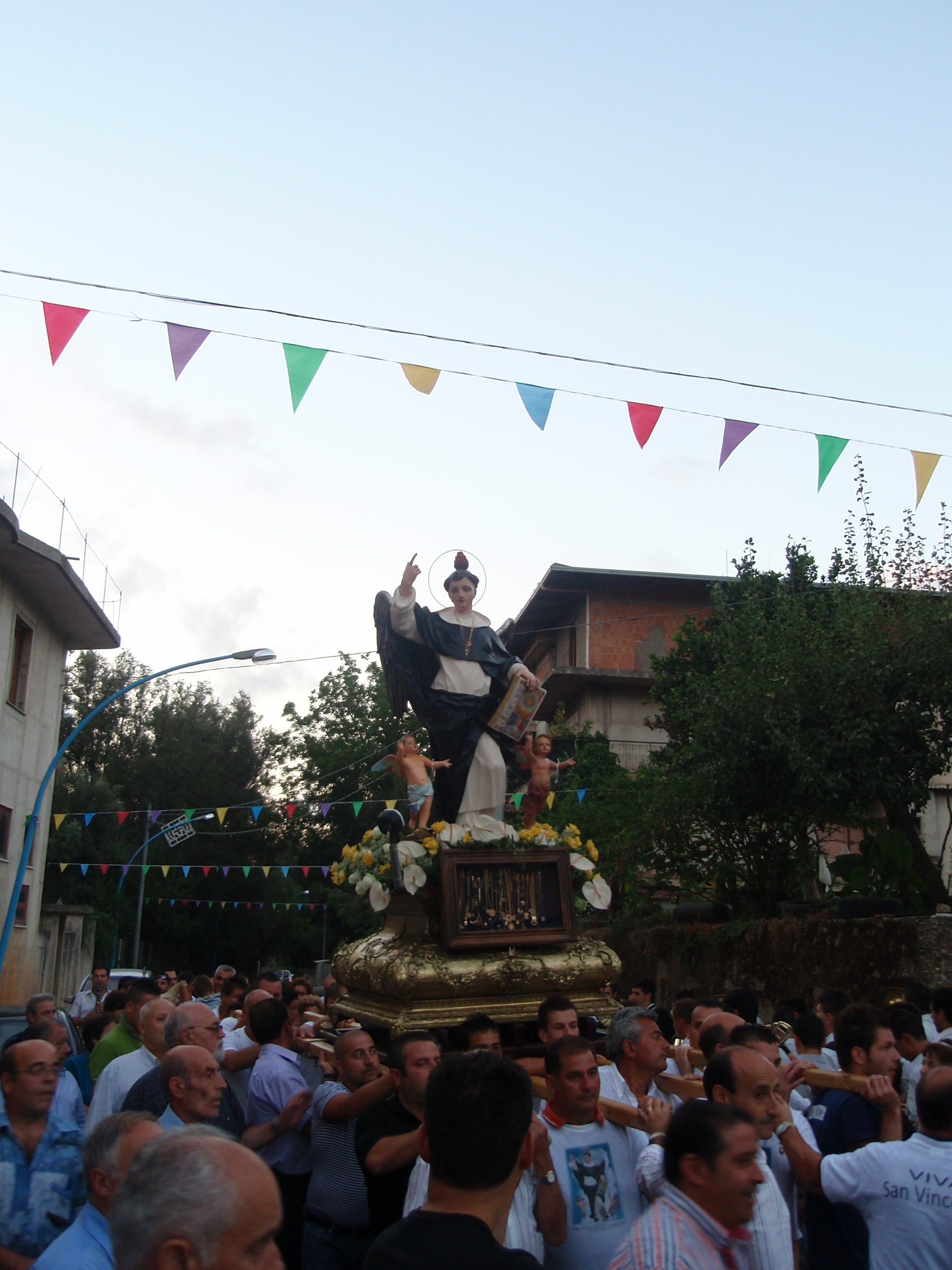
Festa di san Vincenzo Ferreri, 8 agosto 2010
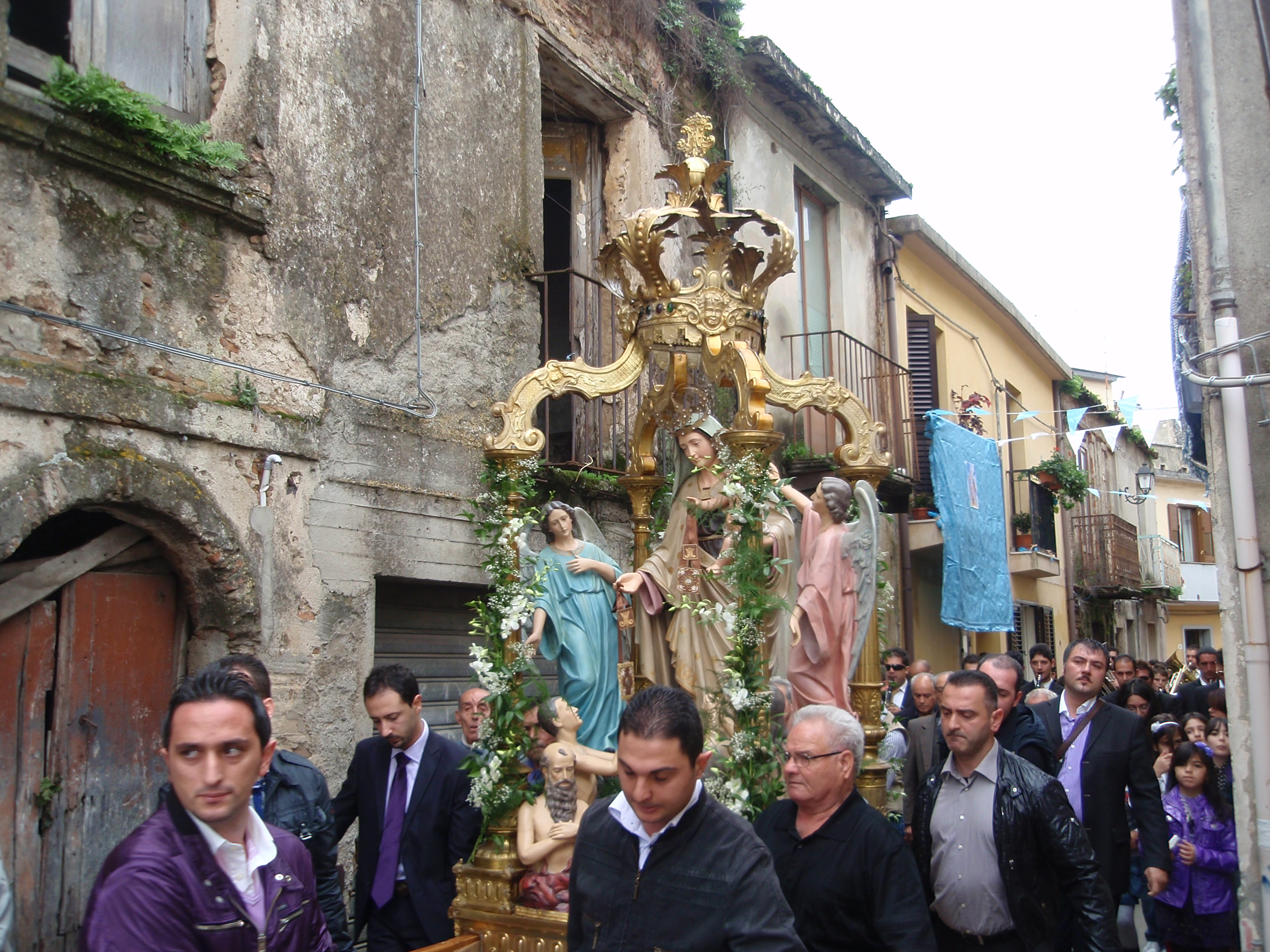
Processione della Madonna del Carmelo, 31/10/2010
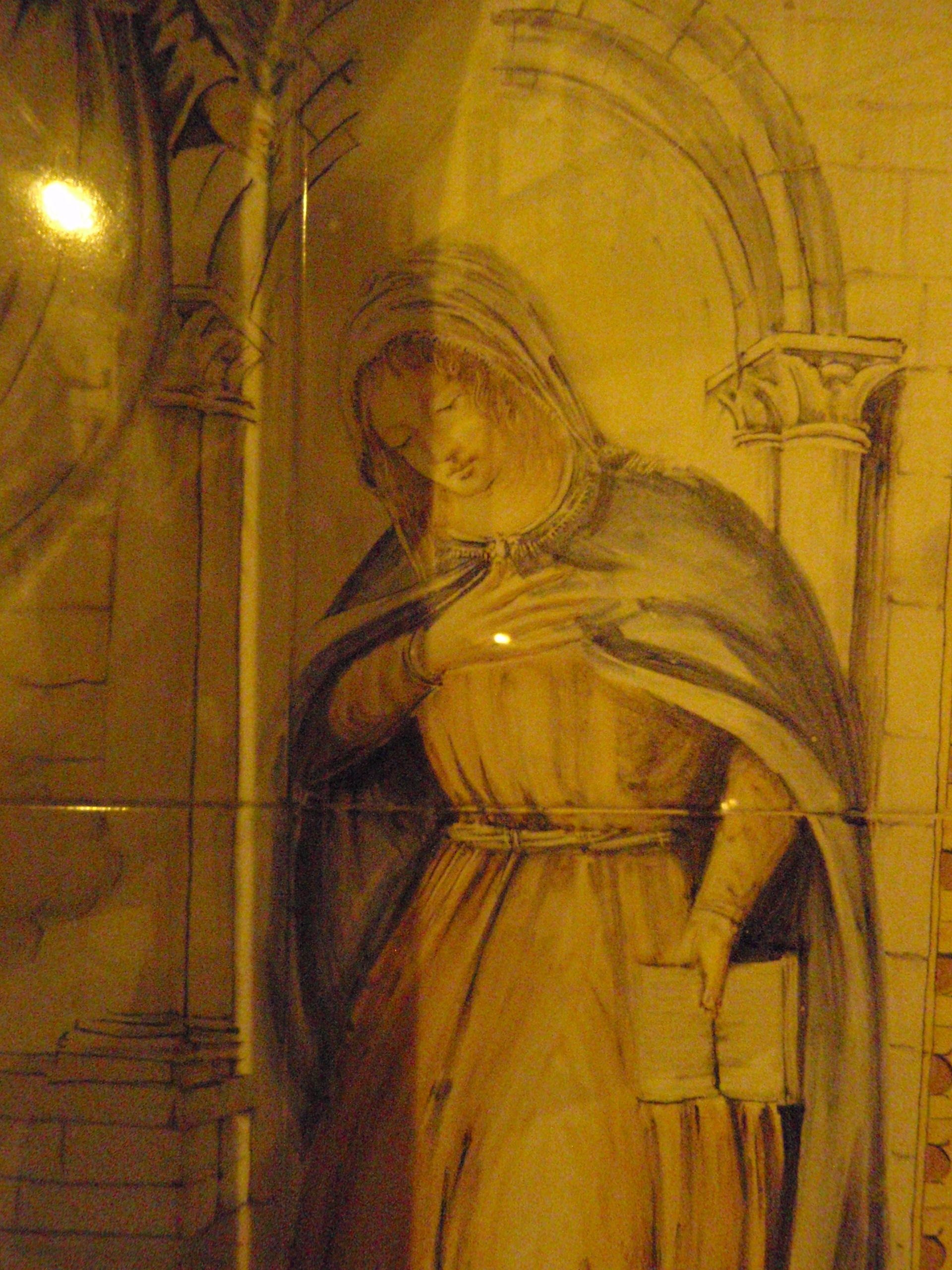
La figurella: particolare dell'Annunziata
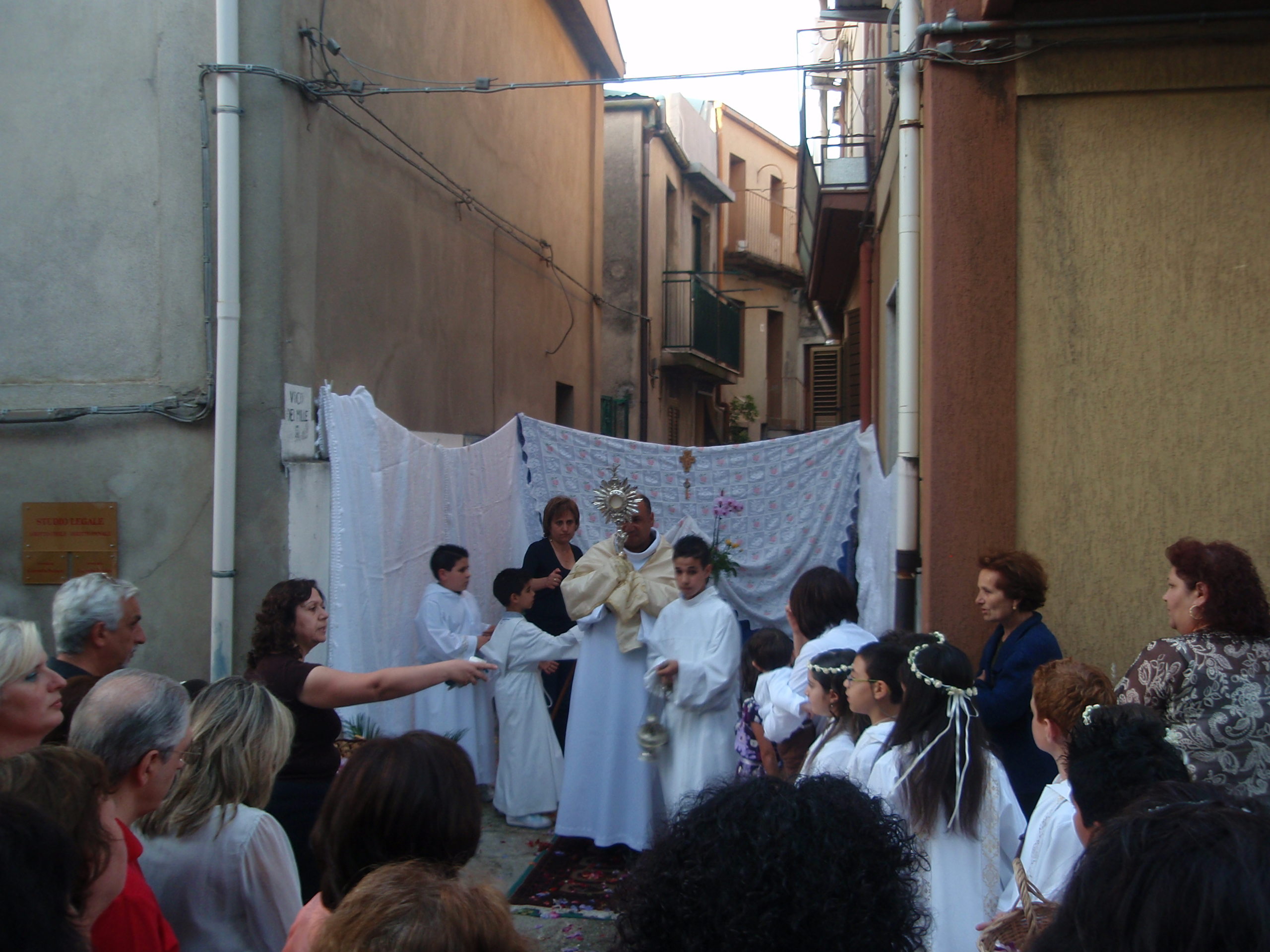
Corpus Domini, 26 giugno 2011
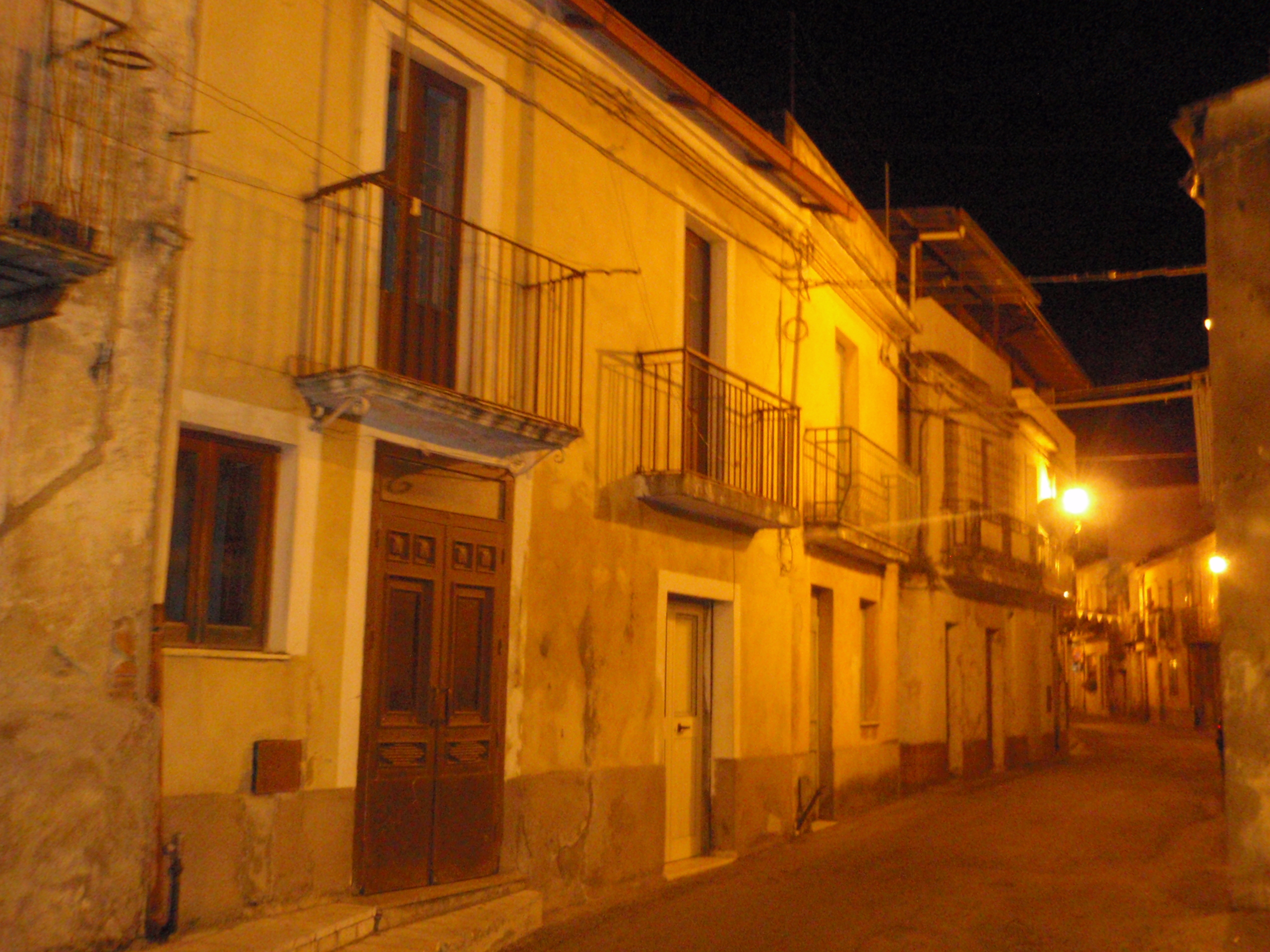
Passeggiata notturna
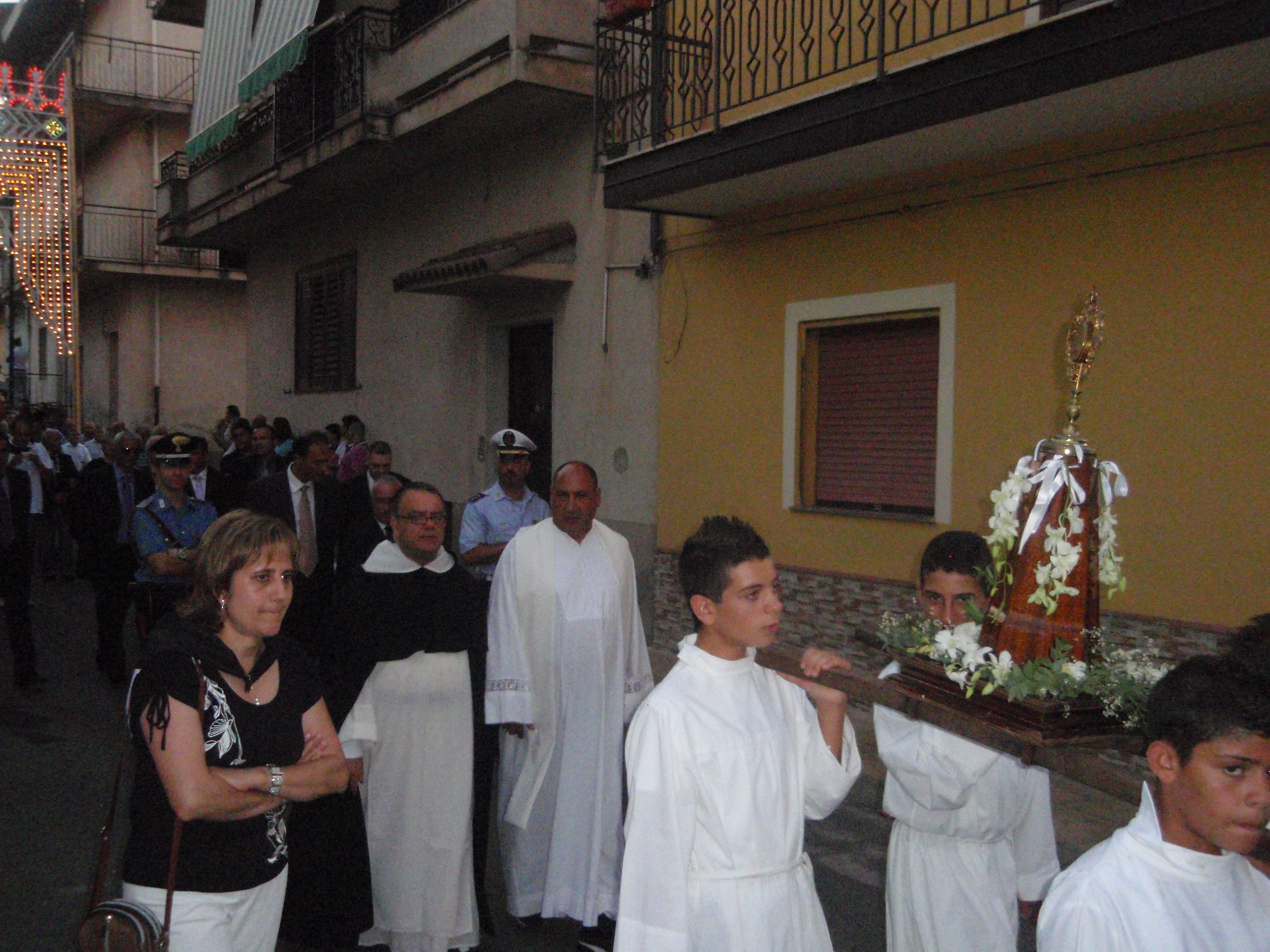
Festa di san Vincenzo, 14 agosto 2011
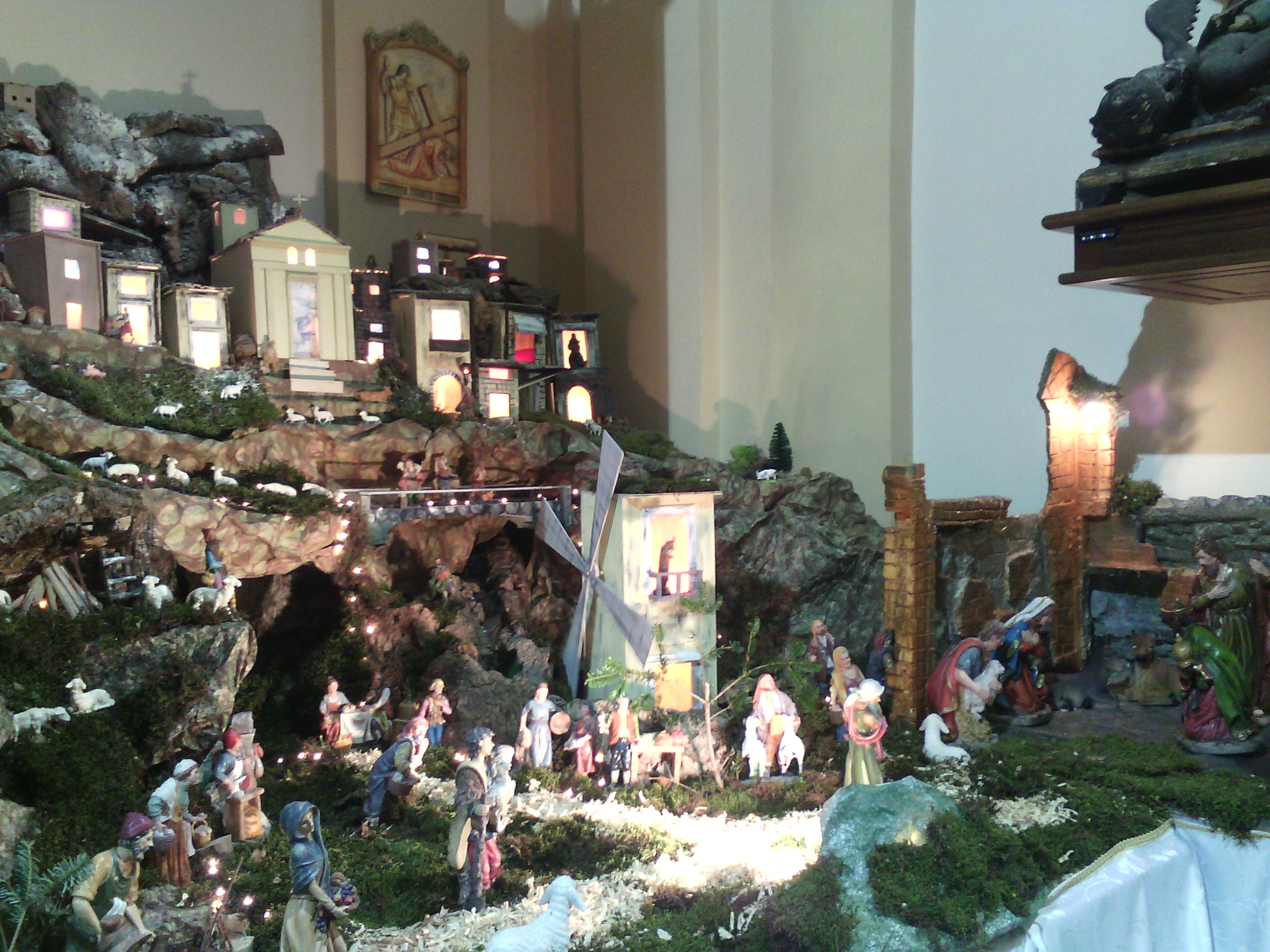
Presepe parrocchiale, Natale 2014
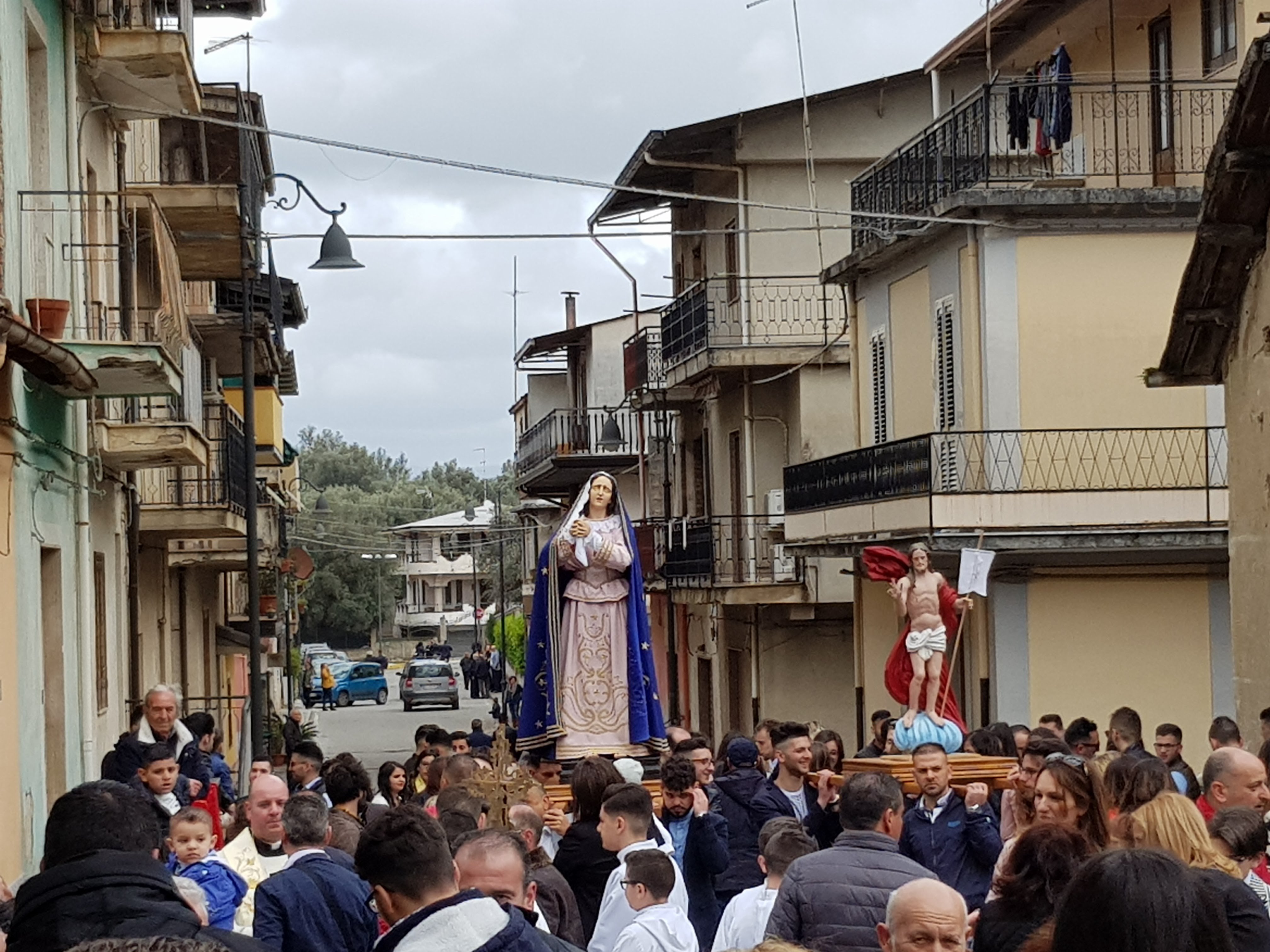
L'Affruntata, Pasqua 2018
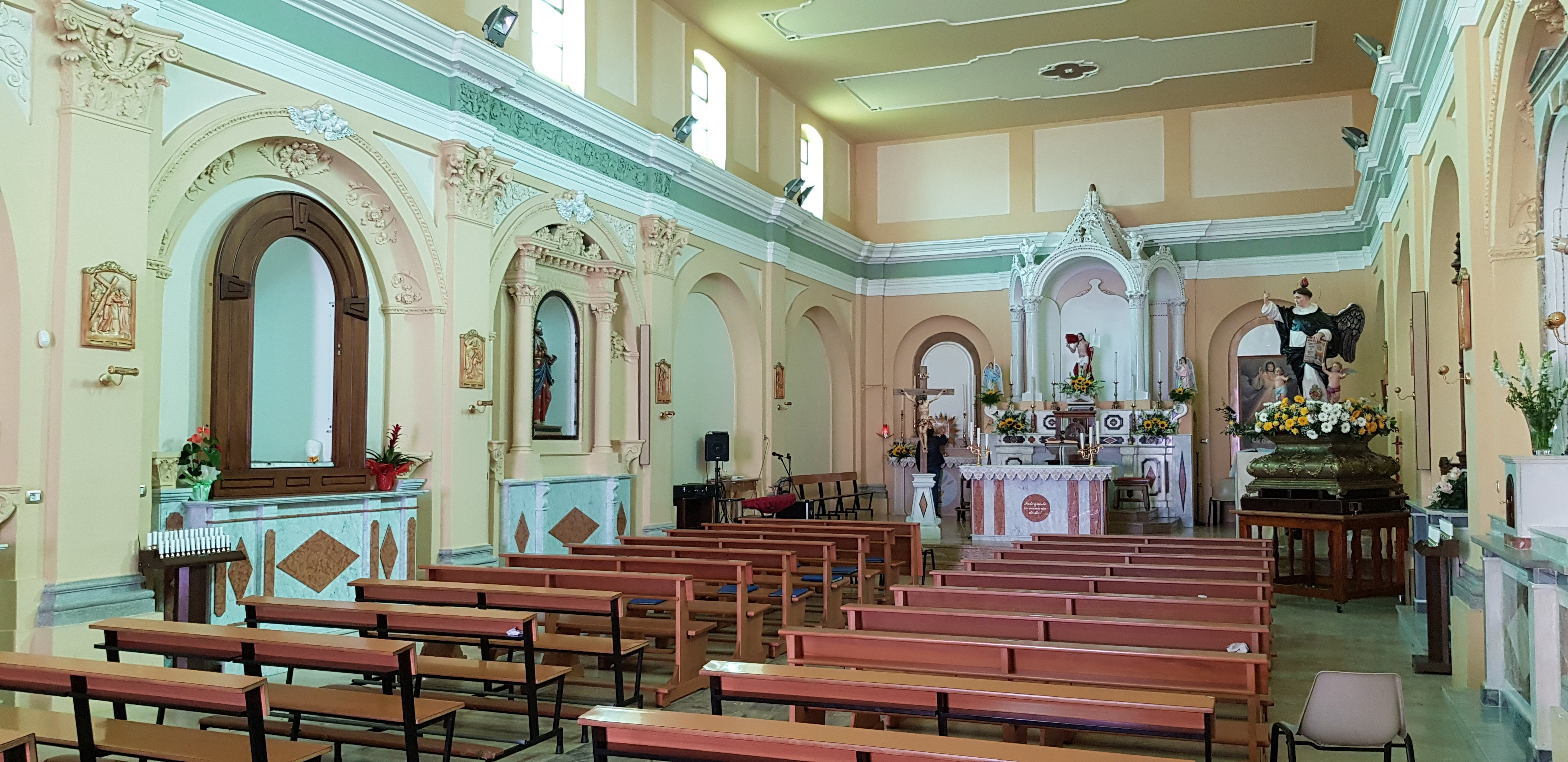
Interno della chiesa parrocchiale
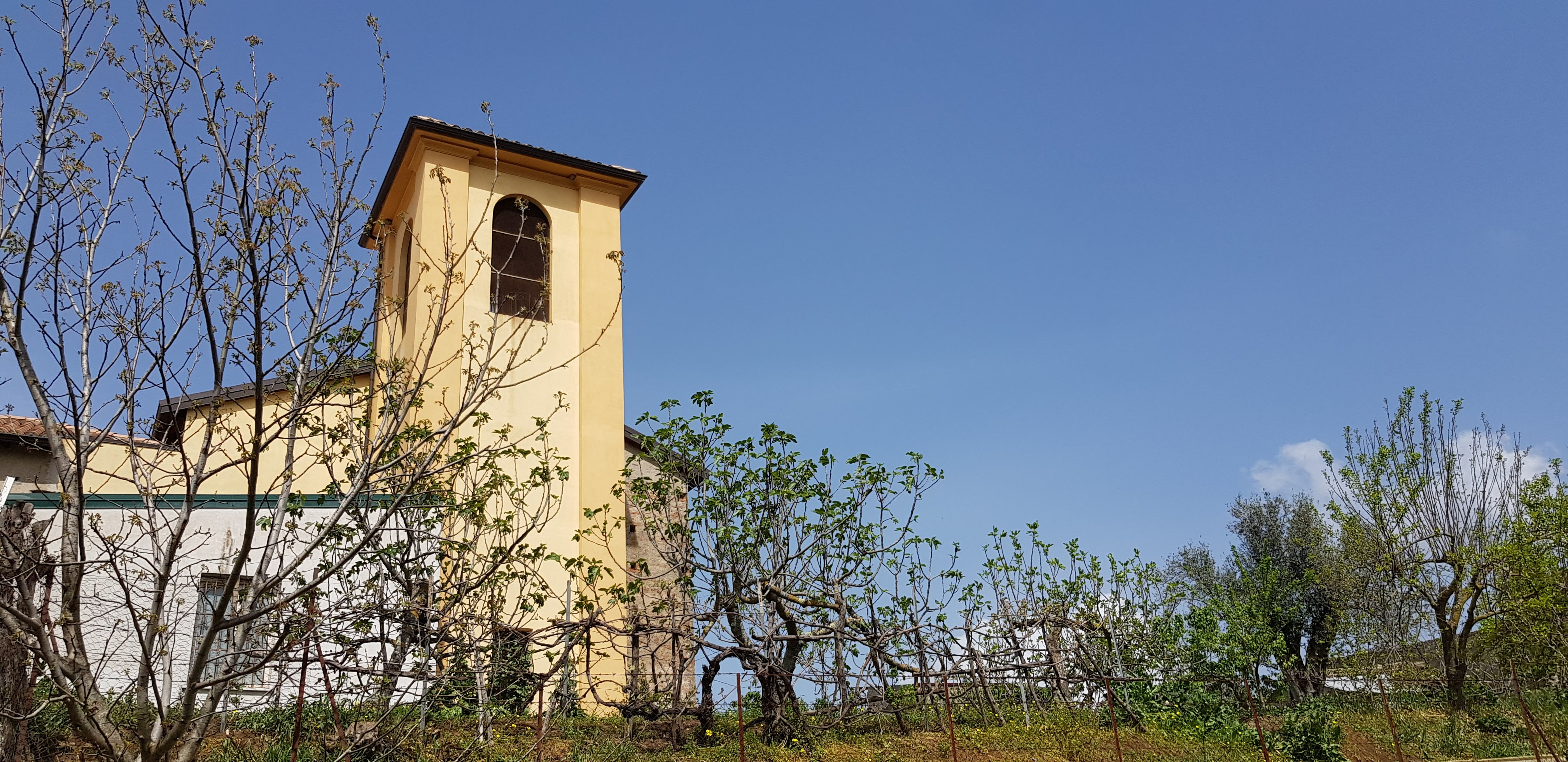
Campanile
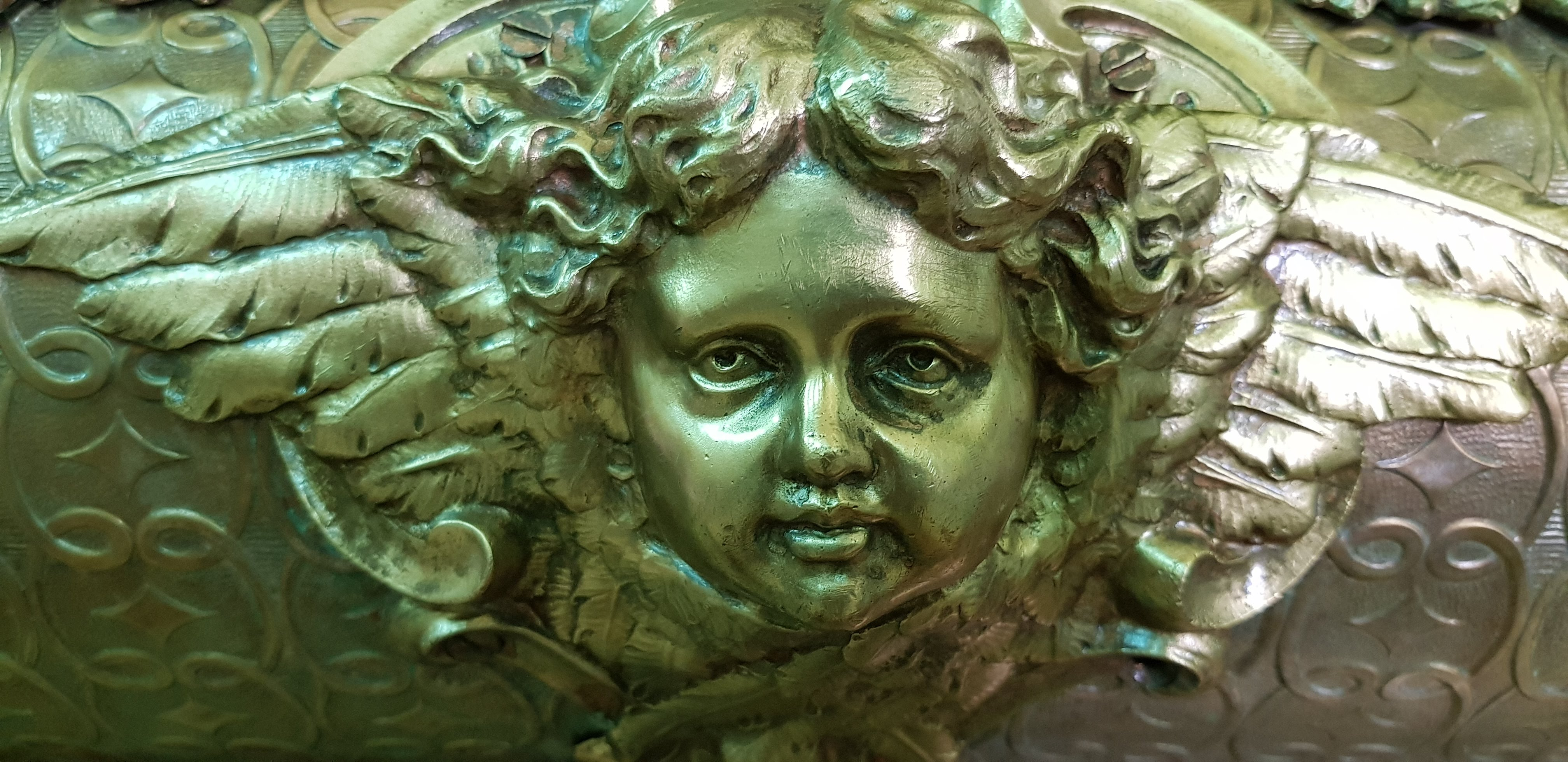
Particolare del Fercolo processionale